# The Weeknd/Auszeichnungen für Musikverkäufe

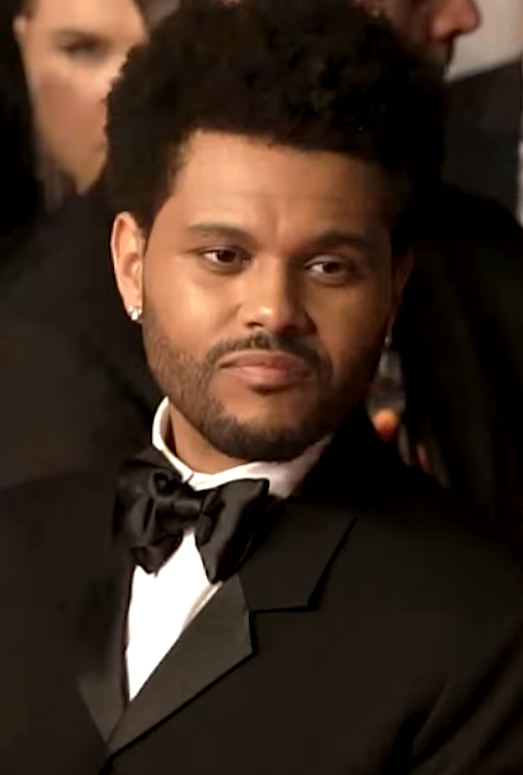
The Weeknd (2023)

Dies ist eine Übersicht über die Auszeichnungen für Musikverkäufe des kanadischen R&B-Sängers The Weeknd. Die Auszeichnungen finden sich nach ihrer Art (Gold, Platin usw.), nach Staaten getrennt in chronologischer Reihenfolge, geordnet sowie nach den Tonträgern selbst, ebenfalls in chronologischer Reihenfolge, getrennt nach Medium (Alben, Singles usw.), wieder.

## Auszeichnungen
| - Vereinigtes Königreich - 2020: für die Single Lust for Life - 2020: für das Lied Sidewalks - 2020: für das Lied FML - 2020: für das Lied Dark Times - 2020: für die Single High for This - 2021: für die Single False Alarm - 2021: für die Single Rockin’ - 2021: für das Lied Wasted Times - 2021: für das Lied Six Feet Under - 2021: für die Single Smile - 2021: für die Single Some Way - 2022: für das Lied Try Me - 2022: für die Single Hurricane - 2022: für das Lied Secrets - 2022: für das Lied Sacrifice - 2022: für die Single Wake Up - 2023: für das Lied Tell Your Friends - 2023: für das Lied Hurt You - 2023: für das Lied Is There Someone Else? - 2023: für das Lied True Colors - 2024: für die Single Out of Time - 2024: für das Lied What You Need - 2024: für das Lied The Party & the After Party - 2024: für das Lied Less Than Zero - 2025: für die Single Dancing in the Flames - 2025: für das Lied A Lonely Night - 2025: für die Single Wonderful - 2025: für die Single São Paulo - Australien - 2019: für die Single Lost in the Fire - 2021: für die Single Wonderful - 2023: für die Single Over Now - 2023: für das Lied 6 Inch - 2024: für die Single One of the Girls - 2024: für das Album Dawn FM - 2024: für das Album House of Balloons - 2024: für das Album My Dear Melancholy, - 2024: für das Album Trilogy - 2024: für die Single How Do I Make You Love Me - 2024: für das Lied Less Than Zero - 2024: für das Lied Prisoner - 2024: für das Lied Privilege - 2024: für die Single Double Fantasy - 2024: für das Lied All I Know - 2024: für das Lied Alone Again - 2024: für das Lied Attention - 2024: für das Lied Escape from LA - 2024: für das Lied Faith - 2024: für das Lied Hardest to Love - 2024: für das Lied Losers - 2024: für das Lied Love To Lay - 2024: für das Lied Nothing Without You - 2024: für das Lied Real Life - 2024: für das Lied Scared to Live - 2024: für das Lied Shameless - 2024: für das Lied Snowchild - 2024: für das Lied The Party & the After Party - 2024: für das Lied The Zone - 2024: für das Lied Too Late - Belgien - 2016: für die Single Earned It - 2016: für die Single The Hills - 2022: für das Album Dawn FM - 2022: für das Lied Sacrifice - 2024: für die Single Popular - 2025: für die Single Timeless - 2025: für die Single Dancing in the Flames - 2025: für das Album Hurry Up Tomorrow - Brasilien - 2022: für die Single La fama - 2024: für das Lied Hardest to Love - 2024: für das Lied Escape from LA - 2024: für die Single Acquainted - 2024: für das Lied Too Late - 2024: für das Lied 6 Inch - 2024: für die Single Creepin’ - 2024: für das Lied Faith - 2024: für das Lied Privilege - 2024: für das Lied Less Than Zero - 2024: für das Lied Dark Times - 2024: für das Lied Sidewalks - 2024: für das Lied Gasoline - 2024: für das Lied Scared to Live - 2024: für das Lied Snowchild - 2024: für das Lied Stargirl Interlude - 2024: für das Lied Final Lullaby - 2024: für die Single Best Friends - 2024: für die Single How Do I Make You Love Me - 2024: für das Lied Fill the Void - 2024: für das Lied True Colors - 2024: für das Lied Circus Maximus - 2025: für das Album Hurry Up Tomorrow - 2025: für das Lied Cry for Me - Chile - 2022: für die Single La fama - Dänemark - 2015: für die Single Wicked Games - 2019: für das Lied FML - 2022: für die Single One Right Now - 2022: für die Single After Hours - 2023: für das Lied Sidewalks - 2023: für das Lied The Morning - 2023: für das Lied I Was Never There - 2023: für das Lied Sacrifice - 2024: für das Lied Stargirl Interlude - 2024: für die Single You Right - 2024: für das Album Kiss Land - 2024: für die Single Acquainted - 2024: für das Lied Six Feet Under - 2024: für die Single Hurricane - 2024: für das Lied Dark Times - 2024: für die Single One of the Girls - 2025: für die Single Timeless - 2025: für das Lied Is There Someone Else? - 2025: für das Album Hurry Up Tomorrow - Deutschland - 2019: für das Album Beauty Behind the Madness - 2020: für die Single Often - 2022: für die Single Lost in the Fire - 2022: für die Single Love Me Harder - 2023: für die Single Low Life - 2023: für das Album After Hours - 2023: für die Single Die for You - 2023: für die Single Creepin’ - 2023: für die Single Moth to a Flame - 2023: für die Single Pray for Me - 2023: für die Single Call Out My Name - 2023: für die Single In Your Eyes - 2023: für die Single Take My Breath - 2023: für die Single Reminder - 2024: für die Single Popular - Finnland - 2022: für die Single Take My Breath - 2022: für die Single Moth to a Flame - 2022: für die Single One Right Now - Frankreich - 2015: für die Single Earned It - 2015: für die Single Can’t Feel My Face - 2018: für die Single Low Life - 2023: für die Single Party Monster - 2023: für die Single You Right - 2023: für das Lied Less Than Zero - 2024: für die Single Out of Time - 2024: für die Single Heartless - 2024: für das Lied Is There Someone Else? - 2024: für die Single Dancing in the Flames - 2025: für die Single One Right Now - 2025: für die Single São Paulo - 2025: für das Lied Cry for Me - 2025: für das Lied Hurt You - Griechenland - 2021: für die Single In Your Eyes - 2021: für die Single Take My Breath - 2022: für die Single You Right - 2022: für die Single Party Monster - 2023: für das Lied Is There Someone Else? - 2023: für die Single Die for You (Remix) - 2023: für die Single La fama - 2025: für das Lied Cry for Me - 2025: für das Lied The Abyss - Island - 2022: für das Album After Hours - 2022: für das Album Starboy - Italien - 2016: für die Single In the Night - 2019: für die Single Rockin’ - 2022: für das Album Beauty Behind the Madness - 2023: für die Single Pray for Me - 2023: für die Single One Right Now - 2023: für die Single Often - 2023: für die Single Heartless - 2023: für das Lied I Was Never There - 2023: für die Single Reminder - 2023: für die Single K-pop - 2023: für die Single Party Monster - 2023: für das Album My Dear Melancholy, - 2023: für das Lied Stargirl Interlude - 2024: für die Single Lust for Life - 2024: für die Single One of the Girls - 2024: für das Lied Is There Someone Else? - 2024: für die Single You Right - 2024: für die Single Out of Time - 2024: für die Single Low Life - 2025: für das Album Hurry Up Tomorrow - Japan - 2022: für das Streaming Blinding Lights - Kanada - 2019: für das Lied Dark Times - 2019: für das Lied Try Me - 2019: für das Lied Hurt You - 2019: für das Lied I Was Never There - 2019: für das Lied Tell Your Friends - 2019: für das Lied As You Are - 2019: für das Lied Real Life - 2019: für das Lied Angel - 2019: für das Lied Prisoner - 2019: für das Lied Shameless - 2019: für das Lied Ordinary Life - 2019: für das Lied A Lonely Night - 2019: für das Lied Attention - 2019: für das Lied All I Know - 2019: für das Lied Nothing Without You - 2019: für das Lied Love To Lay - 2019: für das Lied Stargirl Interlude - 2019: für das Lied Privilege - 2019: für die Single Wanderlust - 2021: für das Lied 6 Inch - 2023: für die Single La fama - 2024: für das Lied Young Metro - 2024: für das Lied We Still Don’t Trust You - 2024: für das Lied Circus Maximus - 2025: für die Single Dancing in the Flames - Mexiko - 2017: für die Single I Feel It Coming - 2017: für die Single Can’t Feel My Face - 2017: für die Single In the Night - 2017: für die Single Often - 2020: für das Album After Hours - 2023: für die Single You Right - Neuseeland - 2023: für die Single Moth to a Flame - 2023: für das Album Trilogy - 2024: für die Single One of the Girls - 2024: für das Lied Less Than Zero - 2025: für das Album Hurry Up Tomorrow - Norwegen - 2015: für die Single Wicked Games - 2015: für die Single The Hills - 2015: für das Album Beauty Behind the Madness - 2017: für die Single Party Monster - 2020: für die Single After Hours - 2020: für die Single Heartless - 2021: für die Single You Right - 2022: für das Album Dawn FM - 2022: für die Single One Right Now - Österreich - 2016: für das Album Beauty Behind the Madness - 2021: für das Album After Hours - 2024: für die Single Love Me Harder - 2024: für die Single Pray for Me - Polen - 2022: für die Single Take My Breath - 2023: für das Album The Highlights - 2023: für die Single One Right Now - 2023: für das Lied Sacrifice - 2023: für das Lied Is There Someone Else? - 2024: für die Single Lust for Life - 2024: für die Single K-pop - 2024: für die Single Timeless - 2024: für das Lied Fill the Void - 2024: für die Single La fama - 2025: für das Album Hurry Up Tomorrow - 2025: für die Single São Paulo - Portugal - 2020: für das Album Starboy - 2020: für die Single Often - 2021: für die Single You Right - 2021: für die Single Lost in the Fire - 2021: für die Single Take My Breath - 2021: für die Single Smile - 2022: für die Single One Right Now - 2022: für die Single Hawái (Remix) - 2022: für die Single Love Me Harder - 2022: für das Lied Wasted Times - 2022: für die Single In the Night - 2022: für das Lied Sidewalks - 2023: für das Lied Stargirl Interlude - 2023: für das Lied Is There Someone Else? - 2023: für die Single K-pop - Schweden - 2018: für die Single Call Out My Name - 2020: für die Single Lost in the Fire - 2023: für die Single You Right - 2023: für das Lied Sacrifice - Schweiz - 2022: für die Single Hawái (Remix) - 2024: für die Single K-pop - 2024: für die Single Timeless - Singapur - 2020: für das Album Beauty Behind the Madness - Spanien - 2015: für die Single Love Me Harder - 2021: für das Album After Hours - 2023: für die Single After Hours - 2023: für das Lied Sacrifice - 2024: für die Single Hawái (Remix) - 2024: für die Single Heartless - 2024: für die Single Lost in the Fire - 2024: für die Single Or Nah (Remix) - 2024: für die Single Take My Breath - 2024: für das Lied I Was Never There - 2024: für die Single K-pop - 2024: für das Lied Stargirl Interlude - 2024: für die Single You Right - 2024: für die Single Lust for Life - 2024: für die Single Popular - 2024: für die Single Pray for Me - 2024: für die Single One of the Girls - 2024: für die Single One Right Now - 2025: für die Single Often - 2025: für die Single Reminder - 2025: für die Single Timeless - Südafrika - 2024: für die Single K-pop - Thailand - 2016: für das Album Beauty Behind the Madness - Vereinigte Staaten - 2019: für das Album Kiss Land - 2022: für die Single Drinks on Us - 2022: für die Single Power Is Power - 2024: für das Lied Pray 4 Love - Vereinigtes Königreich - 2017: für das Album Trilogy - 2020: für das Album My Dear Melancholy, - 2022: für das Album House of Balloons - 2022: für das Album Dawn FM - 2022: für die Single Wicked Games - 2023: für die Single You Right - 2023: für die Single In the Night - 2023: für das Lied I Was Never There - 2024: für das Album Kiss Land - 2025: für die Single Acquainted - 2025: für das Lied The Morning - 2025: für die Single One Right Now - 2025: für das Lied House of Balloons - 2025: für das Album Hurry Up Tomorrow - Zentralamerika - 2020: für die Single Blinding Lights - 2025: für die Single Timeless | - Australien - 2016: für die Single In the Night - 2017: für die Single Low Life - 2021: für die Single Wake Up - 2022: für das Album After Hours - 2022: für die Single Moth to a Flame - 2023: für die Single Lust for Life - 2024: für die Single Acquainted - 2024: für die Single False Alarm - 2024: für das Lied Is There Someone Else? - 2024: für die Single Out of Time - 2024: für das Lied Sacrifice - 2024: für das Lied Try Me - 2024: für das Lied Wasted Times - 2024: für das Lied Hurt You - 2024: für die Single Crew Love - Belgien - 2016: für die Single Can’t Feel My Face - 2017: für die Single I Feel It Coming - 2021: für die Single In Your Eyes - 2021: für die Single Save Your Tears - 2022: für das Album Starboy - 2023: für die Single Moth to a Flame - 2023: für die Single Creepin’ - Brasilien - 2016: für das Album Beauty Behind the Madness - 2021: für die Single Over Now - 2022: für das Album Dawn FM - 2023: für das Lied Off the Table - 2023: für die Single K-pop - 2024: für die Single Wicked Games - 2024: für das Lied Try Me - 2024: für die Single Reminder - 2024: für die Single In the Night - 2024: für das Lied Wasted Times - 2024: für das Lied Secrets - 2024: für die Single False Alarm - 2024: für die Single Smile - 2024: für die Single Hurricane - 2024: für das Lied Nothing Compares - 2024: für das Lied Missed You - 2024: für das Lied Hurt You - 2024: für die Single Out of Time - 2024: für die Single Double Fantasy - 2025: für die Single Dancing in the Flames - Chile - 2016: für das Album Beauty Behind the Madness - 2020: für die Single Blinding Lights - Dänemark - 2015: für die Single Love Me Harder - 2015: für die Single Elastic Heart - 2020: für das Album Trilogy - 2021: für die Single Pray for Me - 2021: für die Single Or Nah (Remix) - 2022: für die Single Call Out My Name - 2022: für das Album My Dear Melancholy, - 2022: für die Single Take My Breath - 2023: für die Single Lost in the Fire - 2023: für das Album Dawn FM - 2023: für die Single Creepin’ - 2023: für die Single In the Night - 2023: für die Single Reminder - 2023: für die Single Moth to a Flame - 2024: für die Single Low Life - 2024: für die Single Popular - 2025: für die Single Heartless - 2025: für die Single Party Monster - Deutschland - 2018: für die Single Can’t Feel My Face - 2022: für die Single Earned It - 2022: für die Single I Feel It Coming - 2024: für das Album Starboy - Frankreich - 2022: für das Album Dawn FM - 2022: für die Single Pray for Me - 2023: für die Single Lost in the Fire - 2024: für das Lied I Was Never There - 2024: für die Single Reminder - 2024: für die Single Popular - 2025: für die Single One of the Girls - 2025: für das Lied Stargirl Interlude - 2025: für die Single Timeless - 2025: für das Album Hurry Up Tomorrow - 2025: für die Single After Hours - Griechenland - 2022: für die Single Pray for Me - 2023: für die Single Reminder - 2024: für die Single Low Life - Italien - 2015: für die Single Love Me Harder - 2015: für die Single Earned It - 2021: für die Single Hawái (Remix) - 2023: für die Single Call Out My Name - 2023: für die Single Take My Breath - 2023: für die Single La fama - 2024: für das Album Dawn FM - 2024: für die Single After Hours - 2024: für das Album The Highlights - 2024: für die Single Lost in the Fire - 2024: für die Single Popular - 2024: für das Lied Sacrifice - Kanada - 2019: für das Lied Comin’ Out Strong - 2019: für die Single Wonderful - 2019: für die Single False Alarm - 2019: für das Lied Wasted Times - 2019: für die Single High for This - 2019: für die Single Acquainted - 2019: für das Lied Sidewalks - 2019: für das Lied Secrets - 2019: für das Lied True Colors - 2019: für das Lied Six Feet Under - 2019: für die Single Rockin’ - 2019: für die Single A Lie - 2019: für die Single Price on My Head - 2020: für das Lied The Morning - 2021: für die Single Hurricane - 2022: für das Album Kiss Land - 2022: für das Album Dawn FM - 2022: für das Album My Dear Melancholy, - 2022: für das Album House of Balloons - 2022: für die Single You Right - 2024: für die Single K-pop - 2024: für die Single What You Want - Malaysia - 2020: für die Single Blinding Lights - Mexiko - 2023: für die Single Hawái (Remix) - 2023: für die Single Lost in the Fire - 2023: für die Single La fama - 2025: für die Single K-pop - Neuseeland - 2016: für die Single In the Night - 2020: für das Album After Hours - 2021: für die Single Party Monster - 2022: für die Single Wake Up - 2023: für die Single Creepin’ - 2023: für das Album My Dear Melancholy, - 2023: für die Single Wicked Games - 2024: für das Album Dawn FM - 2024: für das Lied Sidewalks - 2025: für die Single Timeless - Niederlande - 2022: für die Single Moth to a Flame - Norwegen - 2015: für die Single Can’t Feel My Face - 2017: für die Single I Feel It Coming - 2017: für das Album Starboy - 2023: für die Single Take My Breath - Österreich - 2017: für das Album Starboy - Polen - 2016: für das Album Beauty Behind the Madness - 2023: für die Single Heartless - 2023: für das Album My Dear Melancholy, - 2023: für das Album Dawn FM - 2023: für die Single After Hours - 2023: für das Lied I Was Never There - 2024: für die Single Reminder - 2024: für die Single You Right - 2024: für die Single Popular - 2024: für die Single Party Monster - 2024: für die Single Pray for Me - 2024: für die Single Low Life - Portugal - 2021: für das Album After Hours - 2022: für die Single Heartless - 2022: für das Lied I Was Never There - 2022: für die Single La fama - 2023: für die Single After Hours - 2023: für die Single Reminder - 2023: für die Single Party Monster - 2024: für die Single Popular - 2025: für die Single São Paulo - Schweden - 2015: für die Single Often - 2015: für das Album Beauty Behind the Madness - 2016: für die Single In the Night - 2017: für die Single Low Life - 2018: für die Single Pray for Me - 2023: für die Single One Right Now - 2023: für die Single Heartless - 2023: für die Single Take My Breath - Schweiz - 2022: für die Single La fama - 2023: für die Single Die for You - 2023: für die Single Creepin’ - Singapur - 2019: für das Album Starboy - 2021: für das Album After Hours - Spanien - 2021: für die Single In Your Eyes - 2023: für die Single Call Out My Name - 2024: für die Single Moth to a Flame - 2024: für die Single The Hills - 2024: für die Single Creepin’ - 2025: für die Single Save Your Tears (Remix) - Thailand - 2018: für das Album Starboy - Vereinigte Staaten - 2016: für die Single Remember You - 2017: für die Single Might Not - 2018: für das Lied Comin’ Out Strong - 2018: für die Single Crew Love - 2019: für das Lied The Morning - 2019: für das Lied Tell Your Friends - 2020: für die Single High for This - 2020: für die Single Twenty Eight - 2020: für das Lied Dark Times - 2020: für die Single False Alarm - 2020: für das Lied Secrets - 2020: für das Lied Sidewalks - 2020: für das Lied Six Feet Under - 2020: für das Lied True Colors - 2020: für das Lied Wasted Times - 2020: für das Lied The Zone - 2020: für das Lied FML - 2021: für die Single After Hours - 2021: für die Single In Your Eyes - 2021: für das Lied Curve - 2021: für die Single Smile - 2021: für die Single Lust for Life - 2022: für das Lied 6 Inch - 2022: für das Lied Prisoner - 2022: für das Lied Shameless - 2022: für das Lied Try Me - 2022: für das Lied I Was Never There - 2022: für das Album My Dear Melancholy, - 2022: für das Lied Hurt You - 2023: für das Album Dawn FM - 2023: für die Single Out of Time - 2023: für die Single Take My Breath - 2023: für die Single Moth to a Flame - 2024: für die Single Popular - 2024: für die Single One of the Girls - 2024: für die Single Wonderful - 2024: für die Single K-pop - 2024: für das Lied Unfazed - 2024: für die Single La fama - Vereinigtes Königreich - 2020: für die Single Often - 2021: für die Single Love Me Harder - 2021: für die Single Pray for Me - 2023: für das Album After Hours - 2023: für die Single Lost in the Fire - 2023: für die Single In Your Eyes - 2023: für die Single Low Life - 2023: für die Single Heartless - 2023: für die Single Creepin’ - 2023: für die Single Crew Love - 2023: für die Single Reminder - 2023: für die Single Party Monster - 2024: für die Single Popular - 2024: für das Lied Stargirl Interlude - 2024: für die Single Take My Breath - 2024: für die Single Moth to a Flame - 2025: für die Single After Hours - 2025: für die Single One of the Girls - 2025: für die Single Timeless - Zentralamerika - 2025: für die Single Creepin’ - 2025: für die Single Die for You (Remix) - 2025: für die Single Popular - Deutschland - 2019: für die Single The Hills - Mexiko - 2016: für das Album Beauty Behind the Madness - 2017: für die Single Starboy - 2018: für das Album Starboy - Australien - 2020: für das Album Beauty Behind the Madness - 2023: für die Single You Right - 2024: für die Single After Hours - 2024: für die Single Party Monster - 2024: für die Single Take My Breath - 2024: für die Single Wicked Games - 2024: für das Lied I Was Never There - Belgien - 2017: für die Single Starboy - 2022: für das Album After Hours - Brasilien - 2023: für die Single Hawái (Remix) - 2023: für die Single Wake Up - 2024: für die Single Lust for Life - 2024: für die Single After Hours - 2024: für die Single Party Monster - 2025: für die Single Timeless - Dänemark - 2022: für die Single In Your Eyes - 2024: für die Single Die for You - 2024: für die Single Often - Deutschland - 2023: für die Single Save Your Tears - 2025: für die Single Starboy - Finnland - 2020: für das Album Starboy - 2021: für das Album After Hours - 2021: für das Album Beauty Behind the Madness - Griechenland - 2023: für die Single The Hills - 2023: für die Single Save Your Tears (Remix) - 2023: für die Single Heartless - 2023: für die Single After Hours - 2024: für die Single Popular - 2024: für das Lied Stargirl Interlude - 2025: für die Single Timeless - 2025: für die Single São Paulo - Italien - 2021: für die Single In Your Eyes - 2023: für das Album Starboy - 2024: für die Single Die for You - 2024: für die Single Moth to a Flame - 2024: für die Single The Hills - 2024: für die Single Creepin’ - Kanada - 2019: für die Single Wicked Games - 2019: für die Single In the Night - 2019: für die Single Some Way - 2019: für die Single Or Nah (Remix) - 2020: für die Single In Your Eyes - 2022: für die Single Lost in the Fire - 2025: für die Single Timeless - Kolumbien - 2017: für das Album Starboy - Mexiko - 2017: für die Single The Hills - Neuseeland - 2022: für die Single Often - 2023: für die Single Pray for Me - 2023: für die Single Wake Up - 2024: für das Lied Stargirl Interlude - 2024: für die Single Popular - 2024: für die Single Love Me Harder - 2024: für die Single Low Life - 2024: für die Single Reminder - 2024: für die Single In Your Eyes - Norwegen - 2015: für die Single Earned It - 2015: für die Single Often - 2020: für die Single Love Me Harder - 2020: für das Album After Hours - 2023: für die Single In Your Eyes - Polen - 2016: für die Single Earned It - 2021: für die Single Call Out My Name - 2024: für die Single Creepin’ - 2024: für die Single Moth to a Flame - 2024: für die Single One of the Girls - 2024: für das Lied Stargirl Interlude - 2024: für die Single Lost in the Fire - Portugal - 2021: für die Single In Your Eyes - 2023: für die Single Moth to a Flame - 2023: für die Single Earned It - 2025: für die Single Timeless - Schweden - 2018: für das Album Starboy - 2021: für das Album After Hours - 2022: für die Single Love Me Harder - Spanien - 2016: für die Single Can’t Feel My Face - 2023: für die Single I Feel It Coming - 2024: für die Single Earned It - 2024: für die Single Die for You (Remix) - Vereinigte Staaten - 2019: für die Single Pray for Me - 2022: für die Single You Right - 2023: für die Single Lost in the Fire - 2023: für die Single Creepin’ - 2024: für die Single Hurricane - 2024: für die Single Some Way - 2024: für die Single Wake Up - Vereinigtes Königreich - 2021: für die Single I Feel It Coming - 2022: für das Album Beauty Behind the Madness - 2023: für das Album Starboy - 2023: für die Single Die for You - 2024: für die Single Call Out My Name | - Australien - 2023: für das Album The Highlights - 2024: für die Single Popular - 2024: für die Single Heartless - 2024: für die Single In Your Eyes - 2024: für die Single One Right Now - 2025: für das Album Starboy - 2025: für die Single Timeless - Brasilien - 2024: für die Single One Right Now - 2024: für die Single Die for You - 2024: für die Single Heartless - 2024: für das Lied Sacrifice - Dänemark - 2022: für die Single I Feel It Coming - 2022: für die Single Can’t Feel My Face - 2023: für die Single The Hills - 2024: für die Single Earned It - Deutschland - 2021: für die Single Blinding Lights - Frankreich - 2022: für das Album Starboy - 2025: für das Album The Highlights - Griechenland - 2023: für die Single Save Your Tears - 2023: für die Single Die for You - 2023: für das Lied I Was Never There - 2024: für die Single Lost in the Fire - 2025: für die Single One of the Girls - Italien - 2016: für die Single Can’t Feel My Face - 2019: für die Single I Feel It Coming - 2023: für das Album After Hours - Kanada - 2019: für die Single Reminder - 2019: für die Single Often - 2019: für die Single Call Out My Name - 2021: für die Single Heartless - 2022: für das Album Trilogy - 2022: für das Album The Highlights - 2023: für die Single One Right Now - 2025: für die Single Moth to a Flame - 2025: für die Single Might Not - Mexiko - 2020: für die Single Blinding Lights - Neuseeland - 2020: für das Album Beauty Behind the Madness - 2023: für die Single Call Out My Name - Norwegen - 2017: für die Single Starboy - Österreich - 2021: für die Single Blinding Lights - 2023: für die Single Save Your Tears - Polen - 2021: für die Single I Feel It Coming - 2021: für die Single In Your Eyes - 2024: für die Single Die for You - Portugal - 2021: für die Single I Feel It Coming - 2022: für die Single The Hills - 2023: für die Single Can’t Feel My Face - 2023: für die Single Creepin’ - 2025: für die Single One of the Girls - Schweden - 2015: für die Single Earned It - 2016: für die Single The Hills - 2017: für die Single I Feel It Coming - 2023: für die Single In Your Eyes - Spanien - 2024: für die Single Starboy - Vereinigte Staaten - 2019: für die Single Wicked Games - 2019: für das Album Trilogy - 2020: für die Single Call Out My Name - 2022: für die Single Heartless - 2022: für die Single Party Monster - 2022: für die Single Reminder - 2022: für die Single In the Night - 2022: für das Album After Hours - Vereinigtes Königreich - 2025: für die Single Earned It - Zentralamerika - 2025: für die Single One of the Girls - Australien - 2023: für die Single Love Me Harder - 2024: für die Single Often - 2024: für die Single Pray for Me - 2024: für die Single Creepin’ - Belgien - 2021: für die Single Blinding Lights - Dänemark - 2024: für die Single Starboy - 2024: für die Single Save Your Tears - Griechenland - 2023: für die Single Creepin’ - Italien - 2024: für die Single Starboy - Kanada - 2019: für die Single Party Monster - 2023: für die Single Creepin’ - 2024: für die Single Love Me Harder - Neuseeland - 2024: für die Single Earned It - 2025: für die Single Elastic Heart - Norwegen - 2023: für die Single Save Your Tears (Remix) - Polen - 2021: für die Single Can’t Feel My Face - 2021: für die Single The Hills - Portugal - 2023: für die Single Call Out My Name - Schweden - 2017: für die Single Starboy - Spanien - 2024: für die Single Save Your Tears - Vereinigte Staaten - 2019: für die Single Often - 2022: für die Single Acquainted - Vereinigtes Königreich - 2023: für die Single The Hills - 2024: für die Single Save Your Tears - 2024: für das Album The Highlights - 2025: für die Single Can’t Feel My Face - Dänemark - 2025: für das Album Beauty Behind the Madness - Finnland - 2020: für die Single Starboy - Italien - 2024: für die Single Save Your Tears - Kanada - 2019: für die Single I Feel It Coming - 2022: für das Album After Hours - 2022: für die Single Pray for Me - Neuseeland - 2024: für das Album Starboy - 2024: für die Single I Feel It Coming - Vereinigte Staaten - 2024: für die Single Love Me Harder - Vereinigtes Königreich - 2024: für die Single Starboy - Australien - 2024: für die Single Call Out My Name - 2024: für die Single Earned It - Dänemark - 2023: für die Single Blinding Lights - 2024: für das Album After Hours - Italien - 2024: für die Single Blinding Lights - Kanada - 2021: für die Single Earned It - 2022: für die Single Low Life - Neuseeland - 2025: für die Single Die for You (Remix) - 2025: für die Single Can’t Feel My Face - Schweden - 2016: für die Single Can’t Feel My Face - 2023: für die Single Save Your Tears (Remix) - Spanien - 2025: für die Single La fama - Vereinigte Staaten - 2022: für das Album Beauty Behind the Madness - 2024: für das Album Starboy - Dänemark - 2024: für das Album Starboy - Kanada - 2022: für das Album Starboy - 2022: für das Album Beauty Behind the Madness - Neuseeland - 2023: für die Single Starboy - 2025: für das Album The Highlights - 2025: für die Single Save Your Tears (Remix) - 2025: für die Single The Hills - Portugal - 2024: für die Single Starboy - 2024: für die Single Die for You - Australien - 2024: für die Single Die for You - 2024: für die Single I Feel It Coming - Norwegen - 2023: für die Single Blinding Lights - Spanien - 2025: für die Single Blinding Lights - Vereinigte Staaten - 2022: für die Single Low Life - 2024: für die Single I Feel It Coming - Vereinigtes Königreich - 2025: für die Single Blinding Lights - Finnland - 2022: für die Single Blinding Lights - Neuseeland - 2024: für die Single Blinding Lights - Australien - 2024: für die Single Can’t Feel My Face - Schweden - 2021: für die Single Blinding Lights - Vereinigte Staaten - 2020: für die Single The Hills - Australien - 2024: für die Single The Hills - Australien - 2024: für die Single Starboy - Vereinigte Staaten - 2024: für die Single Starboy - Australien - 2025: für die Single Save Your Tears - Australien - 2025: für die Single Blinding Lights - Vereinigte Staaten - 2023: für die Single Hawái (Remix) (Latin) - Brasilien - 2022: für das Album After Hours - 2023: für die Single Love Me Harder - 2024: für die Single In Your Eyes - 2024: für die Single Pray for Me - 2024: für das Lied I Was Never There - 2024: für die Single Take My Breath - 2024: für die Single Popular - 2024: für das Lied Is There Someone Else? - 2024: für die Single Often - 2025: für die Single São Paulo - Frankreich - 2017: für die Single Starboy - 2017: für die Single I Feel It Coming - 2020: für die Single Blinding Lights - 2021: für die Single Save Your Tears - 2022: für die Single In Your Eyes - 2022: für die Single La fama - 2023: für die Single Call Out My Name - 2023: für die Single Die for You - 2023: für die Single Moth to a Flame - 2023: für die Single Creepin’ - 2024: für die Single Take My Breath - 2024: für das Album After Hours - 2025: für das Lied Sacrifice - Griechenland - 2022: für die Single Blinding Lights - 2024: für die Single Moth to a Flame - 2025: für die Single Call Out My Name - 2025: für die Single Starboy - Kanada - 2019: für die Single Starboy - 2021: für die Single Blinding Lights - 2022: für die Single The Hills - 2022: für die Single Can’t Feel My Face - 2022: für die Single Save Your Tears - 2023: für die Single Die for You - Mexiko - 2017: für die Single Can’t Feel My Face - Niederlande - 2025: für das Album After Hours - Polen - 2021: für die Single Starboy - 2022: für die Single Save Your Tears - 2023: für das Album After Hours - 2024: für das Album Starboy - Portugal - 2024: für die Single Blinding Lights - 2025: für die Single Save Your Tears - Vereinigte Staaten - 2022: für die Single Blinding Lights - 2022: für die Single Can’t Feel My Face - 2023: für die Single Earned It - 2024: für die Single Die for You - 2024: für die Single Save Your Tears - Brasilien - 2024: für die Single Can’t Feel My Face - 2024: für die Single Earned It - 2024: für die Single You Right - 2024: für die Single I Feel It Coming - Polen - 2021: für die Single Blinding Lights - Brasilien - 2024: für die Single The Hills - 2024: für die Single Call Out My Name - 2025: für das Album Starboy - Brasilien - 2024: für die Single Starboy - 2025: für die Single One of the Girls - Brasilien - 2024: für das Album The Highlights - Brasilien - 2024: für die Single Save Your Tears - Brasilien - 2024: für die Single Blinding Lights |

## Auszeichnungen nach Alben

### House of Balloons
| Land/Region                  | Auszeichnungen für Musikverkäufe (Land/Region, Auszeichnung, Verkäufe) | Verkäufe |
| ---------------------------- | ---------------------------------------------------------------------- | -------- |
| Australien (ARIA)            | Gold                                                                   | 35.000   |
| Kanada (MC)                  | Platin                                                                 | 80.000   |
| Vereinigtes Königreich (BPI) | Gold                                                                   | 100.000  |
| Insgesamt                    | 2× Gold · 1× Platin ·                                                  | 215.000  |

### Trilogy
| Land/Region                  | Auszeichnungen für Musikverkäufe (Land/Region, Auszeichnung, Verkäufe) | Verkäufe  |
| ---------------------------- | ---------------------------------------------------------------------- | --------- |
| Australien (ARIA)            | Gold                                                                   | 35.000    |
| Dänemark (IFPI)              | Platin                                                                 | 20.000    |
| Kanada (MC)                  | 3× Platin                                                              | 240.000   |
| Neuseeland (RMNZ)            | Gold                                                                   | 7.500     |
| Vereinigte Staaten (RIAA)    | 3× Platin                                                              | 3.000.000 |
| Vereinigtes Königreich (BPI) | Gold                                                                   | 100.000   |
| Insgesamt                    | 3× Gold · 7× Platin ·                                                  | 3.402.500 |

### Kiss Land
| Land/Region                  | Auszeichnungen für Musikverkäufe (Land/Region, Auszeichnung, Verkäufe) | Verkäufe |
| ---------------------------- | ---------------------------------------------------------------------- | -------- |
| Dänemark (IFPI)              | Gold                                                                   | 10.000   |
| Kanada (MC)                  | Platin                                                                 | 80.000   |
| Vereinigte Staaten (RIAA)    | Gold                                                                   | 500.000  |
| Vereinigtes Königreich (BPI) | Gold                                                                   | 100.000  |
| Insgesamt                    | 3× Gold · 1× Platin ·                                                  | 690.000  |

### Beauty Behind the Madness
| Land/Region                  | Auszeichnungen für Musikverkäufe (Land/Region, Auszeichnung, Verkäufe) | Verkäufe  |
| ---------------------------- | ---------------------------------------------------------------------- | --------- |
| Australien (ARIA)            | 2× Platin                                                              | 140.000   |
| Brasilien (PMB)              | Platin                                                                 | 40.000    |
| Chile (IFPI)                 | Platin                                                                 | 10.000    |
| Dänemark (IFPI)              | 5× Platin                                                              | 100.000   |
| Deutschland (BVMI)           | Gold                                                                   | 100.000   |
| Finnland (IFPI)              | 2× Platin                                                              | 40.000    |
| Italien (FIMI)               | Gold                                                                   | 25.000    |
| Kanada (MC)                  | 7× Platin                                                              | 560.000   |
| Mexiko (AMPROFON)            | 3× Gold                                                                | 90.000    |
| Neuseeland (RMNZ)            | 3× Platin                                                              | 45.000    |
| Norwegen (IFPI)              | Gold                                                                   | 5.000     |
| Österreich (IFPI)            | Gold                                                                   | 7.500     |
| Polen (ZPAV)                 | Platin                                                                 | 20.000    |
| Schweden (IFPI)              | Platin                                                                 | 40.000    |
| Singapur (RIAS)              | Gold                                                                   | 5.000     |
| Thailand (TECA)              | Gold                                                                   | 5.000     |
| Vereinigte Staaten (RIAA)    | 6× Platin                                                              | 6.000.000 |
| Vereinigtes Königreich (BPI) | 2× Platin                                                              | 600.000   |
| Insgesamt                    | 7× Gold · 32× Platin ·                                                 | 7.832.500 |

### Starboy
| Land/Region                  | Auszeichnungen für Musikverkäufe (Land/Region, Auszeichnung, Verkäufe) | Verkäufe  |
| ---------------------------- | ---------------------------------------------------------------------- | --------- |
| Australien (ARIA)            | 3× Platin                                                              | 210.000   |
| Belgien (BRMA)               | Platin                                                                 | 30.000    |
| Brasilien (PMB)              | 3× Diamant                                                             | 480.000   |
| Dänemark (IFPI)              | 7× Platin                                                              | 140.000   |
| Deutschland (BVMI)           | Platin                                                                 | 200.000   |
| Finnland (IFPI)              | 2× Platin                                                              | 40.000    |
| Frankreich (SNEP)            | 3× Platin                                                              | 300.000   |
| Island (IFPI)                | Gold                                                                   | 2.500     |
| Italien (FIMI)               | 2× Platin                                                              | 100.000   |
| Kanada (MC)                  | 7× Platin                                                              | 560.000   |
| Kolumbien (ASINCOL)          | 2× Platin                                                              | 20.000    |
| Mexiko (AMPROFON)            | 3× Gold                                                                | 90.000    |
| Neuseeland (RMNZ)            | 5× Platin                                                              | 75.000    |
| Norwegen (IFPI)              | Platin                                                                 | 30.000    |
| Österreich (IFPI)            | Platin                                                                 | 15.000    |
| Polen (ZPAV)                 | Diamant                                                                | 100.000   |
| Portugal (AFP)               | Gold                                                                   | 7.500     |
| Schweden (IFPI)              | 2× Platin                                                              | 60.000    |
| Singapur (RIAS)              | Platin                                                                 | 10.000    |
| Thailand (TECA)              | Platin                                                                 | 10.000    |
| Vereinigte Staaten (RIAA)    | 6× Platin                                                              | 6.000.000 |
| Vereinigtes Königreich (BPI) | 2× Platin                                                              | 600.000   |
| Insgesamt                    | 3× Gold · 50× Platin · 2× Diamant ·                                    | 9.080.000 |

### My Dear Melancholy,
| Land/Region                  | Auszeichnungen für Musikverkäufe (Land/Region, Auszeichnung, Verkäufe) | Verkäufe  |
| ---------------------------- | ---------------------------------------------------------------------- | --------- |
| Australien (ARIA)            | Gold                                                                   | 35.000    |
| Dänemark (IFPI)              | Platin                                                                 | 20.000    |
| Italien (FIMI)               | Gold                                                                   | 25.000    |
| Kanada (MC)                  | Platin                                                                 | 80.000    |
| Neuseeland (RMNZ)            | Platin                                                                 | 15.000    |
| Polen (ZPAV)                 | Platin                                                                 | 20.000    |
| Vereinigte Staaten (RIAA)    | Platin                                                                 | 1.000.000 |
| Vereinigtes Königreich (BPI) | Gold                                                                   | 100.000   |
| Insgesamt                    | 3× Gold · 5× Platin ·                                                  | 1.295.000 |

### After Hours
| Land/Region                  | Auszeichnungen für Musikverkäufe (Land/Region, Auszeichnung, Verkäufe) | Verkäufe  |
| ---------------------------- | ---------------------------------------------------------------------- | --------- |
| Australien (ARIA)            | Platin                                                                 | 70.000    |
| Belgien (BRMA)               | 2× Platin                                                              | 40.000    |
| Brasilien (PMB)              | Diamant                                                                | 160.000   |
| Dänemark (IFPI)              | 6× Platin                                                              | 120.000   |
| Deutschland (BVMI)           | Gold                                                                   | 100.000   |
| Finnland (IFPI)              | 2× Platin                                                              | 40.000    |
| Frankreich (SNEP)            | Diamant                                                                | 500.000   |
| Island (IFPI)                | Gold                                                                   | 2.500     |
| Italien (FIMI)               | 3× Platin                                                              | 150.000   |
| Kanada (MC)                  | 5× Platin                                                              | 400.000   |
| Mexiko (AMPROFON)            | Gold                                                                   | 30.000    |
| Neuseeland (RMNZ)            | Platin                                                                 | 15.000    |
| Niederlande (NVPI)           | Diamant                                                                | 90.000    |
| Norwegen (IFPI)              | 2× Platin                                                              | 40.000    |
| Österreich (IFPI)            | Gold                                                                   | 7.500     |
| Polen (ZPAV)                 | Diamant                                                                | 100.000   |
| Portugal (AFP)               | Platin                                                                 | 15.000    |
| Schweden (IFPI)              | 2× Platin                                                              | 60.000    |
| Singapur (RIAS)              | Platin                                                                 | 10.000    |
| Spanien (Promusicae)         | Gold                                                                   | 20.000    |
| Vereinigte Staaten (RIAA)    | 3× Platin                                                              | 3.000.000 |
| Vereinigtes Königreich (BPI) | Platin                                                                 | 300.000   |
| Insgesamt                    | 5× Gold · 30× Platin · 4× Diamant ·                                    | 5.270.000 |

### The Highlights
| Land/Region                  | Auszeichnungen für Musikverkäufe (Land/Region, Auszeichnung, Verkäufe) | Verkäufe  |
| ---------------------------- | ---------------------------------------------------------------------- | --------- |
| Australien (ARIA)            | 3× Platin                                                              | 210.000   |
| Brasilien (PMB)              | 5× Diamant                                                             | 800.000   |
| Frankreich (SNEP)            | 3× Platin                                                              | 300.000   |
| Italien (FIMI)               | Platin                                                                 | 50.000    |
| Kanada (MC)                  | 3× Platin                                                              | 240.000   |
| Neuseeland (RMNZ)            | 7× Platin                                                              | 105.000   |
| Polen (ZPAV)                 | Gold                                                                   | 10.000    |
| Vereinigtes Königreich (BPI) | 4× Platin                                                              | 1.200.000 |
| Insgesamt                    | 1× Gold · 21× Platin · 5× Diamant ·                                    | 2.915.000 |

### Dawn FM
| Land/Region                  | Auszeichnungen für Musikverkäufe (Land/Region, Auszeichnung, Verkäufe) | Verkäufe  |
| ---------------------------- | ---------------------------------------------------------------------- | --------- |
| Australien (ARIA)            | Gold                                                                   | 35.000    |
| Belgien (BRMA)               | Gold                                                                   | 10.000    |
| Brasilien (PMB)              | Platin                                                                 | 40.000    |
| Dänemark (IFPI)              | Platin                                                                 | 20.000    |
| Frankreich (SNEP)            | Platin                                                                 | 100.000   |
| Italien (FIMI)               | Platin                                                                 | 50.000    |
| Kanada (MC)                  | Platin                                                                 | 80.000    |
| Neuseeland (RMNZ)            | Platin                                                                 | 15.000    |
| Norwegen (IFPI)              | Gold                                                                   | 10.000    |
| Polen (ZPAV)                 | Platin                                                                 | 20.000    |
| Vereinigte Staaten (RIAA)    | Platin                                                                 | 1.000.000 |
| Vereinigtes Königreich (BPI) | Gold                                                                   | 100.000   |
| Insgesamt                    | 4× Gold · 8× Platin ·                                                  | 1.480.000 |

### Hurry Up Tomorrow
| Land/Region                  | Auszeichnungen für Musikverkäufe (Land/Region, Auszeichnung, Verkäufe) | Verkäufe |
| ---------------------------- | ---------------------------------------------------------------------- | -------- |
| Belgien (BRMA)               | Gold                                                                   | 10.000   |
| Brasilien (PMB)              | Gold                                                                   | 20.000   |
| Dänemark (IFPI)              | Gold                                                                   | 10.000   |
| Frankreich (SNEP)            | Platin                                                                 | 100.000  |
| Italien (FIMI)               | Gold                                                                   | 25.000   |
| Neuseeland (RMNZ)            | Gold                                                                   | 7.500    |
| Polen (ZPAV)                 | Gold                                                                   | 15.000   |
| Vereinigtes Königreich (BPI) | Gold                                                                   | 100.000  |
| Insgesamt                    | 7× Gold · 1× Platin ·                                                  | 287.500  |

## Auszeichnungen nach Singles

### High for This
| Land/Region                  | Auszeichnungen für Musikverkäufe (Land/Region, Auszeichnung, Verkäufe) | Verkäufe  |
| ---------------------------- | ---------------------------------------------------------------------- | --------- |
| Kanada (MC)                  | Platin                                                                 | 80.000    |
| Vereinigte Staaten (RIAA)    | Platin                                                                 | 1.000.000 |
| Vereinigtes Königreich (BPI) | Silber                                                                 | 200.000   |
| Insgesamt                    | 1× Silber · 2× Platin ·                                                | 1.280.000 |

### Crew Love
| Land/Region                  | Auszeichnungen für Musikverkäufe (Land/Region, Auszeichnung, Verkäufe) | Verkäufe  |
| ---------------------------- | ---------------------------------------------------------------------- | --------- |
| Australien (ARIA)            | Platin                                                                 | 70.000    |
| Vereinigte Staaten (RIAA)    | Platin                                                                 | 1.000.000 |
| Vereinigtes Königreich (BPI) | Platin                                                                 | 600.000   |
| Insgesamt                    | 3× Platin ·                                                            | 1.670.000 |

### Remember You
| Land/Region               | Auszeichnungen für Musikverkäufe (Land/Region, Auszeichnung, Verkäufe) | Verkäufe  |
| ------------------------- | ---------------------------------------------------------------------- | --------- |
| Vereinigte Staaten (RIAA) | Platin                                                                 | 1.000.000 |
| Insgesamt                 | 1× Platin ·                                                            | 1.000.000 |

### Wicked Games
| Land/Region                  | Auszeichnungen für Musikverkäufe (Land/Region, Auszeichnung, Verkäufe) | Verkäufe  |
| ---------------------------- | ---------------------------------------------------------------------- | --------- |
| Australien (ARIA)            | 2× Platin                                                              | 140.000   |
| Brasilien (PMB)              | Platin                                                                 | 60.000    |
| Dänemark (IFPI)              | Gold                                                                   | 30.000    |
| Kanada (MC)                  | 2× Platin                                                              | 160.000   |
| Neuseeland (RMNZ)            | Platin                                                                 | 30.000    |
| Norwegen (IFPI)              | Gold                                                                   | 20.000    |
| Vereinigte Staaten (RIAA)    | 3× Platin                                                              | 3.000.000 |
| Vereinigtes Königreich (BPI) | Gold                                                                   | 400.000   |
| Insgesamt                    | 3× Gold · 9× Platin ·                                                  | 3.840.000 |

### Twenty Eight
| Land/Region               | Auszeichnungen für Musikverkäufe (Land/Region, Auszeichnung, Verkäufe) | Verkäufe  |
| ------------------------- | ---------------------------------------------------------------------- | --------- |
| Vereinigte Staaten (RIAA) | Platin                                                                 | 1.000.000 |
| Insgesamt                 | 1× Platin ·                                                            | 1.000.000 |

### The Zone
| Land/Region               | Auszeichnungen für Musikverkäufe (Land/Region, Auszeichnung, Verkäufe) | Verkäufe  |
| ------------------------- | ---------------------------------------------------------------------- | --------- |
| Australien (ARIA)         | Gold                                                                   | 35.000    |
| Vereinigte Staaten (RIAA) | Platin                                                                 | 1.000.000 |
| Insgesamt                 | 1× Gold · 1× Platin ·                                                  | 1.035.000 |

### Elastic Heart
| Land/Region       | Auszeichnungen für Musikverkäufe (Land/Region, Auszeichnung, Verkäufe) | Verkäufe |
| ----------------- | ---------------------------------------------------------------------- | -------- |
| Dänemark (IFPI)   | Platin                                                                 | 60.000   |
| Neuseeland (RMNZ) | 4× Platin                                                              | 120.000  |
| Insgesamt         | 5× Platin ·                                                            | 180.000  |

### Or Nah (Remix)
| Land/Region          | Auszeichnungen für Musikverkäufe (Land/Region, Auszeichnung, Verkäufe) | Verkäufe |
| -------------------- | ---------------------------------------------------------------------- | -------- |
| Dänemark (IFPI)      | Platin                                                                 | 90.000   |
| Kanada (MC)          | 2× Platin                                                              | 160.000  |
| Spanien (Promusicae) | Gold                                                                   | 30.000   |
| Insgesamt            | 1× Gold · 3× Platin ·                                                  | 280.000  |

### Wanderlust
| Land/Region | Auszeichnungen für Musikverkäufe (Land/Region, Auszeichnung, Verkäufe) | Verkäufe |
| ----------- | ---------------------------------------------------------------------- | -------- |
| Kanada (MC) | Gold                                                                   | 40.000   |
| Insgesamt   | 1× Gold ·                                                              | 40.000   |

### Often
| Land/Region                  | Auszeichnungen für Musikverkäufe (Land/Region, Auszeichnung, Verkäufe) | Verkäufe  |
| ---------------------------- | ---------------------------------------------------------------------- | --------- |
| Australien (ARIA)            | 4× Platin                                                              | 280.000   |
| Brasilien (PMB)              | Diamant                                                                | 250.000   |
| Dänemark (IFPI)              | 2× Platin                                                              | 180.000   |
| Deutschland (BVMI)           | Gold                                                                   | 200.000   |
| Italien (FIMI)               | Gold                                                                   | 50.000    |
| Kanada (MC)                  | 3× Platin                                                              | 240.000   |
| Mexiko (AMPROFON)            | Gold                                                                   | 30.000    |
| Neuseeland (RMNZ)            | 2× Platin                                                              | 60.000    |
| Norwegen (IFPI)              | 2× Platin                                                              | 80.000    |
| Portugal (AFP)               | Gold                                                                   | 5.000     |
| Schweden (IFPI)              | Platin                                                                 | 40.000    |
| Spanien (Promusicae)         | Gold                                                                   | 30.000    |
| Vereinigte Staaten (RIAA)    | 4× Platin                                                              | 4.000.000 |
| Vereinigtes Königreich (BPI) | Platin                                                                 | 739.000   |
| Insgesamt                    | 5× Gold · 19× Platin · 1× Diamant ·                                    | 6.184.000 |

### Love Me Harder
| Land/Region                  | Auszeichnungen für Musikverkäufe (Land/Region, Auszeichnung, Verkäufe) | Verkäufe  |
| ---------------------------- | ---------------------------------------------------------------------- | --------- |
| Australien (ARIA)            | 4× Platin                                                              | 280.000   |
| Brasilien (PMB)              | Diamant                                                                | 250.000   |
| Dänemark (IFPI)              | Platin                                                                 | 60.000    |
| Deutschland (BVMI)           | Gold                                                                   | 200.000   |
| Italien (FIMI)               | Platin                                                                 | 30.000    |
| Kanada (MC)                  | 4× Platin                                                              | 320.000   |
| Neuseeland (RMNZ)            | 2× Platin                                                              | 60.000    |
| Norwegen (IFPI)              | 2× Platin                                                              | 120.000   |
| Österreich (IFPI)            | Gold                                                                   | 15.000    |
| Portugal (AFP)               | Gold                                                                   | 5.000     |
| Schweden (IFPI)              | 2× Platin                                                              | 160.000   |
| Spanien (Promusicae)         | Gold                                                                   | 20.000    |
| Vereinigte Staaten (RIAA)    | 5× Platin                                                              | 5.000.000 |
| Vereinigtes Königreich (BPI) | Platin                                                                 | 600.000   |
| Insgesamt                    | 4× Gold · 22× Platin · 1× Diamant ·                                    | 7.120.000 |

### Earned It
| Land/Region                  | Auszeichnungen für Musikverkäufe (Land/Region, Auszeichnung, Verkäufe) | Verkäufe   |
| ---------------------------- | ---------------------------------------------------------------------- | ---------- |
| Australien (ARIA)            | 6× Platin                                                              | 420.000    |
| Belgien (BRMA)               | Gold                                                                   | 15.000     |
| Brasilien (PMB)              | 2× Diamant                                                             | 500.000    |
| Dänemark (IFPI)              | 3× Platin                                                              | 270.000    |
| Deutschland (BVMI)           | Platin                                                                 | 400.000    |
| Frankreich (SNEP)            | Gold                                                                   | 297.000    |
| Italien (FIMI)               | Platin                                                                 | 50.000     |
| Kanada (MC)                  | 6× Platin                                                              | 480.000    |
| Neuseeland (RMNZ)            | 4× Platin                                                              | 120.000    |
| Norwegen (IFPI)              | 2× Platin                                                              | 80.000     |
| Polen (ZPAV)                 | 2× Platin                                                              | 40.000     |
| Portugal (AFP)               | 2× Platin                                                              | 20.000     |
| Schweden (IFPI)              | 3× Platin                                                              | 120.000    |
| Spanien (Promusicae)         | 2× Platin                                                              | 120.000    |
| Vereinigte Staaten (RIAA)    | Diamant                                                                | 10.000.000 |
| Vereinigtes Königreich (BPI) | 3× Platin                                                              | 1.800.000  |
| Insgesamt                    | 2× Gold · 35× Platin · 3× Diamant ·                                    | 14.732.000 |

### Drinks on Us
| Land/Region               | Auszeichnungen für Musikverkäufe (Land/Region, Auszeichnung, Verkäufe) | Verkäufe |
| ------------------------- | ---------------------------------------------------------------------- | -------- |
| Vereinigte Staaten (RIAA) | Gold                                                                   | 500.000  |
| Insgesamt                 | 1× Gold ·                                                              | 500.000  |

### The Hills
| Land/Region                  | Auszeichnungen für Musikverkäufe (Land/Region, Auszeichnung, Verkäufe) | Verkäufe   |
| ---------------------------- | ---------------------------------------------------------------------- | ---------- |
| Australien (ARIA)            | 12× Platin                                                             | 840.000    |
| Belgien (BRMA)               | Gold                                                                   | 15.000     |
| Brasilien (PMB)              | 3× Diamant                                                             | 750.000    |
| Dänemark (IFPI)              | 3× Platin                                                              | 270.000    |
| Deutschland (BVMI)           | 3× Gold                                                                | 600.000    |
| Frankreich (SNEP)            | —                                                                      | 23.200     |
| Griechenland (IFPI)          | 2× Platin                                                              | 40.000     |
| Italien (FIMI)               | 2× Platin                                                              | 200.000    |
| Kanada (MC)                  | Diamant                                                                | 800.000    |
| Mexiko (AMPROFON)            | 2× Platin                                                              | 120.000    |
| Neuseeland (RMNZ)            | 7× Platin                                                              | 210.000    |
| Norwegen (IFPI)              | Gold                                                                   | 20.000     |
| Polen (ZPAV)                 | 4× Platin                                                              | 200.000    |
| Portugal (AFP)               | 3× Platin                                                              | 30.000     |
| Schweden (IFPI)              | 3× Platin                                                              | 120.000    |
| Spanien (Promusicae)         | Platin                                                                 | 60.000     |
| Vereinigte Staaten (RIAA)    | 11× Platin                                                             | 11.000.000 |
| Vereinigtes Königreich (BPI) | 4× Platin                                                              | 2.700.000  |
| Insgesamt                    | 3× Gold · 44× Platin · 5× Diamant ·                                    | 17.998.200 |

### Can’t Feel My Face
| Land/Region                  | Auszeichnungen für Musikverkäufe (Land/Region, Auszeichnung, Verkäufe) | Verkäufe   |
| ---------------------------- | ---------------------------------------------------------------------- | ---------- |
| Australien (ARIA)            | 11× Platin                                                             | 770.000    |
| Belgien (BRMA)               | Platin                                                                 | 30.000     |
| Brasilien (PMB)              | 2× Diamant                                                             | 500.000    |
| Dänemark (IFPI)              | 3× Platin                                                              | 270.000    |
| Deutschland (BVMI)           | Platin                                                                 | 400.000    |
| Frankreich (SNEP)            | Gold                                                                   | 75.000     |
| Italien (FIMI)               | 3× Platin                                                              | 150.000    |
| Kanada (MC)                  | Diamant                                                                | 800.000    |
| Mexiko (AMPROFON)            | Diamant · + Gold                                                       | 330.000    |
| Neuseeland (RMNZ)            | 6× Platin                                                              | 180.000    |
| Norwegen (IFPI)              | Platin                                                                 | 40.000     |
| Polen (ZPAV)                 | 4× Platin                                                              | 200.000    |
| Portugal (AFP)               | 3× Platin                                                              | 30.000     |
| Schweden (IFPI)              | 6× Platin                                                              | 240.000    |
| Spanien (Promusicae)         | 2× Platin                                                              | 80.000     |
| Vereinigte Staaten (RIAA)    | Diamant                                                                | 10.000.000 |
| Vereinigtes Königreich (BPI) | 4× Platin                                                              | 2.400.000  |
| Insgesamt                    | 2× Gold · 45× Platin · 5× Diamant ·                                    | 16.495.000 |

### In the Night
| Land/Region                  | Auszeichnungen für Musikverkäufe (Land/Region, Auszeichnung, Verkäufe) | Verkäufe  |
| ---------------------------- | ---------------------------------------------------------------------- | --------- |
| Australien (ARIA)            | Platin                                                                 | 70.000    |
| Brasilien (PMB)              | Platin                                                                 | 60.000    |
| Dänemark (IFPI)              | Platin                                                                 | 90.000    |
| Italien (FIMI)               | Gold                                                                   | 25.000    |
| Kanada (MC)                  | 2× Platin                                                              | 160.000   |
| Mexiko (AMPROFON)            | Gold                                                                   | 30.000    |
| Neuseeland (RMNZ)            | Platin                                                                 | 15.000    |
| Portugal (AFP)               | Gold                                                                   | 5.000     |
| Schweden (IFPI)              | Platin                                                                 | 40.000    |
| Vereinigte Staaten (RIAA)    | 3× Platin                                                              | 3.000.000 |
| Vereinigtes Königreich (BPI) | Gold                                                                   | 400.000   |
| Insgesamt                    | 4× Gold · 10× Platin ·                                                 | 3.895.000 |

### Might Not
| Land/Region               | Auszeichnungen für Musikverkäufe (Land/Region, Auszeichnung, Verkäufe) | Verkäufe  |
| ------------------------- | ---------------------------------------------------------------------- | --------- |
| Kanada (MC)               | 3× Platin                                                              | 240.000   |
| Vereinigte Staaten (RIAA) | Platin                                                                 | 1.000.000 |
| Insgesamt                 | 4× Platin ·                                                            | 1.240.000 |

### Wonderful
| Land/Region                  | Auszeichnungen für Musikverkäufe (Land/Region, Auszeichnung, Verkäufe) | Verkäufe  |
| ---------------------------- | ---------------------------------------------------------------------- | --------- |
| Australien (ARIA)            | Gold                                                                   | 35.000    |
| Kanada (MC)                  | Platin                                                                 | 80.000    |
| Vereinigte Staaten (RIAA)    | Platin                                                                 | 1.000.000 |
| Vereinigtes Königreich (BPI) | Silber                                                                 | 200.000   |
| Insgesamt                    | 1× Silber · 1× Gold · 2× Platin ·                                      | 1.315.000 |

### Acquainted
| Land/Region                  | Auszeichnungen für Musikverkäufe (Land/Region, Auszeichnung, Verkäufe) | Verkäufe  |
| ---------------------------- | ---------------------------------------------------------------------- | --------- |
| Australien (ARIA)            | Platin                                                                 | 70.000    |
| Brasilien (PMB)              | Gold                                                                   | 30.000    |
| Dänemark (IFPI)              | Gold                                                                   | 45.000    |
| Kanada (MC)                  | Platin                                                                 | 80.000    |
| Vereinigte Staaten (RIAA)    | 4× Platin                                                              | 4.000.000 |
| Vereinigtes Königreich (BPI) | Gold                                                                   | 400.000   |
| Insgesamt                    | 3× Gold · 6× Platin ·                                                  | 4.625.000 |

### Low Life
| Land/Region                  | Auszeichnungen für Musikverkäufe (Land/Region, Auszeichnung, Verkäufe) | Verkäufe  |
| ---------------------------- | ---------------------------------------------------------------------- | --------- |
| Australien (ARIA)            | Platin                                                                 | 70.000    |
| Dänemark (IFPI)              | Platin                                                                 | 90.000    |
| Deutschland (BVMI)           | Gold                                                                   | 200.000   |
| Frankreich (SNEP)            | Gold                                                                   | 66.666    |
| Griechenland (IFPI)          | Platin                                                                 | 20.000    |
| Italien (FIMI)               | Gold                                                                   | 50.000    |
| Kanada (MC)                  | 6× Platin                                                              | 480.000   |
| Neuseeland (RMNZ)            | 2× Platin                                                              | 60.000    |
| Polen (ZPAV)                 | Platin                                                                 | 50.000    |
| Schweden (IFPI)              | Platin                                                                 | 40.000    |
| Vereinigte Staaten (RIAA)    | 8× Platin                                                              | 8.000.000 |
| Vereinigtes Königreich (BPI) | Platin                                                                 | 600.000   |
| Insgesamt                    | 3× Gold · 22× Platin ·                                                 | 9.726.666 |

### Starboy
| Land/Region                  | Auszeichnungen für Musikverkäufe (Land/Region, Auszeichnung, Verkäufe) | Verkäufe   |
| ---------------------------- | ---------------------------------------------------------------------- | ---------- |
| Australien (ARIA)            | 15× Platin                                                             | 1.050.000  |
| Belgien (BRMA)               | 2× Platin                                                              | 60.000     |
| Brasilien (PMB)              | 4× Diamant                                                             | 1.000.000  |
| Dänemark (IFPI)              | 4× Platin                                                              | 360.000    |
| Deutschland (BVMI)           | 2× Platin                                                              | 1.200.000  |
| Finnland (IFPI)              | 5× Platin                                                              | 200.000    |
| Frankreich (SNEP)            | Diamant                                                                | 233.333    |
| Griechenland (IFPI)          | Diamant                                                                | 100.000    |
| Italien (FIMI)               | 4× Platin                                                              | 400.000    |
| Kanada (MC)                  | Diamant                                                                | 800.000    |
| Mexiko (AMPROFON)            | 3× Gold                                                                | 90.000     |
| Neuseeland (RMNZ)            | 7× Platin                                                              | 210.000    |
| Norwegen (IFPI)              | 3× Platin                                                              | 120.000    |
| Polen (ZPAV)                 | Diamant                                                                | 250.000    |
| Portugal (AFP)               | 7× Platin                                                              | 70.000     |
| Schweden (IFPI)              | 4× Platin                                                              | 160.000    |
| Spanien (Promusicae)         | 3× Platin                                                              | 180.000    |
| Vereinigte Staaten (RIAA)    | 15× Platin                                                             | 15.000.000 |
| Vereinigtes Königreich (BPI) | 5× Platin                                                              | 3.100.000  |
| Insgesamt                    | 1× Gold · 67× Platin · 9× Diamant ·                                    | 24.583.333 |

### False Alarm
| Land/Region                  | Auszeichnungen für Musikverkäufe (Land/Region, Auszeichnung, Verkäufe) | Verkäufe  |
| ---------------------------- | ---------------------------------------------------------------------- | --------- |
| Australien (ARIA)            | Platin                                                                 | 70.000    |
| Brasilien (PMB)              | Platin                                                                 | 60.000    |
| Kanada (MC)                  | Platin                                                                 | 80.000    |
| Vereinigte Staaten (RIAA)    | Platin                                                                 | 1.000.000 |
| Vereinigtes Königreich (BPI) | Silber                                                                 | 200.000   |
| Insgesamt                    | 1× Silber · 4× Platin ·                                                | 1.410.000 |

### I Feel It Coming
| Land/Region                  | Auszeichnungen für Musikverkäufe (Land/Region, Auszeichnung, Verkäufe) | Verkäufe   |
| ---------------------------- | ---------------------------------------------------------------------- | ---------- |
| Australien (ARIA)            | 8× Platin                                                              | 560.000    |
| Belgien (BRMA)               | Platin                                                                 | 30.000     |
| Brasilien (PMB)              | 2× Diamant                                                             | 500.000    |
| Dänemark (IFPI)              | 3× Platin                                                              | 270.000    |
| Deutschland (BVMI)           | Platin                                                                 | 400.000    |
| Frankreich (SNEP)            | Diamant                                                                | 233.333    |
| Italien (FIMI)               | 3× Platin                                                              | 150.000    |
| Kanada (MC)                  | 5× Platin                                                              | 400.000    |
| Mexiko (AMPROFON)            | Gold                                                                   | 30.000     |
| Neuseeland (RMNZ)            | 5× Platin                                                              | 150.000    |
| Norwegen (IFPI)              | Platin                                                                 | 40.000     |
| Polen (ZPAV)                 | 3× Platin                                                              | 150.000    |
| Portugal (AFP)               | 3× Platin                                                              | 30.000     |
| Schweden (IFPI)              | 3× Platin                                                              | 120.000    |
| Spanien (Promusicae)         | 2× Platin                                                              | 120.000    |
| Vereinigte Staaten (RIAA)    | 8× Platin                                                              | 8.000.000  |
| Vereinigtes Königreich (BPI) | 2× Platin                                                              | 1.200.000  |
| Insgesamt                    | 48× Platin · 3× Diamant ·                                              | 12.383.333 |

### Party Monster
| Land/Region                  | Auszeichnungen für Musikverkäufe (Land/Region, Auszeichnung, Verkäufe) | Verkäufe  |
| ---------------------------- | ---------------------------------------------------------------------- | --------- |
| Australien (ARIA)            | 2× Platin                                                              | 140.000   |
| Brasilien (PMB)              | 2× Platin                                                              | 120.000   |
| Dänemark (IFPI)              | Platin                                                                 | 90.000    |
| Frankreich (SNEP)            | Gold                                                                   | 100.000   |
| Griechenland (IFPI)          | Gold                                                                   | 10.000    |
| Italien (FIMI)               | Gold                                                                   | 50.000    |
| Kanada (MC)                  | 4× Platin                                                              | 320.000   |
| Neuseeland (RMNZ)            | Platin                                                                 | 30.000    |
| Norwegen (IFPI)              | Gold                                                                   | 20.000    |
| Polen (ZPAV)                 | Platin                                                                 | 50.000    |
| Portugal (AFP)               | Platin                                                                 | 10.000    |
| Vereinigte Staaten (RIAA)    | 3× Platin                                                              | 3.000.000 |
| Vereinigtes Königreich (BPI) | Platin                                                                 | 600.000   |
| Insgesamt                    | 4× Gold · 16× Platin ·                                                 | 4.540.000 |

### Reminder
| Land/Region                  | Auszeichnungen für Musikverkäufe (Land/Region, Auszeichnung, Verkäufe) | Verkäufe  |
| ---------------------------- | ---------------------------------------------------------------------- | --------- |
| Brasilien (PMB)              | Platin                                                                 | 60.000    |
| Dänemark (IFPI)              | Platin                                                                 | 90.000    |
| Deutschland (BVMI)           | Gold                                                                   | 200.000   |
| Frankreich (SNEP)            | Platin                                                                 | 200.000   |
| Italien (FIMI)               | Gold                                                                   | 50.000    |
| Griechenland (IFPI)          | Platin                                                                 | 20.000    |
| Kanada (MC)                  | 3× Platin                                                              | 240.000   |
| Neuseeland (RMNZ)            | 2× Platin                                                              | 60.000    |
| Polen (ZPAV)                 | Platin                                                                 | 50.000    |
| Portugal (AFP)               | Platin                                                                 | 10.000    |
| Spanien (Promusicae)         | Gold                                                                   | 30.000    |
| Vereinigte Staaten (RIAA)    | 3× Platin                                                              | 3.000.000 |
| Vereinigtes Königreich (BPI) | Platin                                                                 | 600.000   |
| Insgesamt                    | 3× Gold · 15× Platin ·                                                 | 4.610.000 |

### Some Way
| Land/Region                  | Auszeichnungen für Musikverkäufe (Land/Region, Auszeichnung, Verkäufe) | Verkäufe  |
| ---------------------------- | ---------------------------------------------------------------------- | --------- |
| Kanada (MC)                  | 2× Platin                                                              | 160.000   |
| Vereinigte Staaten (RIAA)    | 2× Platin                                                              | 2.000.000 |
| Vereinigtes Königreich (BPI) | Silber                                                                 | 200.000   |
| Insgesamt                    | 1× Silber · 4× Platin ·                                                | 2.360.000 |

### Lust for Life
| Land/Region                  | Auszeichnungen für Musikverkäufe (Land/Region, Auszeichnung, Verkäufe) | Verkäufe  |
| ---------------------------- | ---------------------------------------------------------------------- | --------- |
| Australien (ARIA)            | Platin                                                                 | 70.000    |
| Brasilien (PMB)              | 2× Platin                                                              | 80.000    |
| Italien (FIMI)               | Gold                                                                   | 50.000    |
| Polen (ZPAV)                 | Gold                                                                   | 25.000    |
| Spanien (Promusicae)         | Gold                                                                   | 30.000    |
| Vereinigte Staaten (RIAA)    | Platin                                                                 | 1.000.000 |
| Vereinigtes Königreich (BPI) | Silber                                                                 | 218.000   |
| Insgesamt                    | 1× Silber · 3× Gold · 4× Platin ·                                      | 1.473.000 |

### Rockin’
| Land/Region                  | Auszeichnungen für Musikverkäufe (Land/Region, Auszeichnung, Verkäufe) | Verkäufe |
| ---------------------------- | ---------------------------------------------------------------------- | -------- |
| Italien (FIMI)               | Gold                                                                   | 25.000   |
| Kanada (MC)                  | Platin                                                                 | 80.000   |
| Vereinigtes Königreich (BPI) | Silber                                                                 | 200.000  |
| Insgesamt                    | 1× Silber · 1× Gold · 1× Platin ·                                      | 305.000  |

### A Lie
| Land/Region | Auszeichnungen für Musikverkäufe (Land/Region, Auszeichnung, Verkäufe) | Verkäufe |
| ----------- | ---------------------------------------------------------------------- | -------- |
| Kanada (MC) | Platin                                                                 | 80.000   |
| Insgesamt   | 1× Platin ·                                                            | 80.000   |

### Die for You
| Land/Region                  | Auszeichnungen für Musikverkäufe (Land/Region, Auszeichnung, Verkäufe) | Verkäufe   |
| ---------------------------- | ---------------------------------------------------------------------- | ---------- |
| Australien (ARIA)            | 8× Platin                                                              | 560.000    |
| Brasilien (PMB)              | 3× Platin                                                              | 120.000    |
| Dänemark (IFPI)              | 2× Platin                                                              | 180.000    |
| Deutschland (BVMI)           | Gold                                                                   | 200.000    |
| Frankreich (SNEP)            | Diamant                                                                | 333.333    |
| Griechenland (IFPI)          | 3× Platin · + Gold (Remix)                                             | 70.000     |
| Italien (FIMI)               | 2× Platin                                                              | 200.000    |
| Kanada (MC)                  | Diamant                                                                | 800.000    |
| Neuseeland (RMNZ)            | 6× Platin                                                              | 180.000    |
| Polen (ZPAV)                 | 3× Platin                                                              | 150.000    |
| Portugal (AFP)               | 7× Platin                                                              | 70.000     |
| Schweiz (IFPI)               | Platin                                                                 | 20.000     |
| Spanien (Promusicae)         | 2× Platin                                                              | 120.000    |
| Vereinigte Staaten (RIAA)    | Diamant                                                                | 10.000.000 |
| Vereinigtes Königreich (BPI) | 2× Platin                                                              | 1.200.000  |
| Zentralamerika (CFC)         | Platin                                                                 | 70.000     |
| Insgesamt                    | 2× Gold · 40× Platin · 3× Diamant ·                                    | 14.273.333 |

### Pray For Me
| Land/Region                  | Auszeichnungen für Musikverkäufe (Land/Region, Auszeichnung, Verkäufe) | Verkäufe  |
| ---------------------------- | ---------------------------------------------------------------------- | --------- |
| Australien (ARIA)            | 4× Platin                                                              | 280.000   |
| Brasilien (PMB)              | Diamant                                                                | 160.000   |
| Dänemark (IFPI)              | Platin                                                                 | 90.000    |
| Deutschland (BVMI)           | Gold                                                                   | 200.000   |
| Frankreich (SNEP)            | Platin                                                                 | 200.000   |
| Griechenland (IFPI)          | Platin                                                                 | 20.000    |
| Italien (FIMI)               | Gold                                                                   | 50.000    |
| Kanada (MC)                  | 5× Platin                                                              | 400.000   |
| Neuseeland (RMNZ)            | 2× Platin                                                              | 60.000    |
| Österreich (IFPI)            | Gold                                                                   | 15.000    |
| Polen (ZPAV)                 | Platin                                                                 | 50.000    |
| Schweden (IFPI)              | Platin                                                                 | 80.000    |
| Spanien (Promusicae)         | Gold                                                                   | 30.000    |
| Vereinigte Staaten (RIAA)    | 2× Platin                                                              | 2.000.000 |
| Vereinigtes Königreich (BPI) | Platin                                                                 | 600.000   |
| Insgesamt                    | 4× Gold · 19× Platin · 1× Diamant ·                                    | 4.235.000 |

### Call Out My Name
| Land/Region                  | Auszeichnungen für Musikverkäufe (Land/Region, Auszeichnung, Verkäufe) | Verkäufe  |
| ---------------------------- | ---------------------------------------------------------------------- | --------- |
| Australien (ARIA)            | 6× Platin                                                              | 420.000   |
| Brasilien (PMB)              | 3× Diamant                                                             | 480.000   |
| Dänemark (IFPI)              | Platin                                                                 | 90.000    |
| Deutschland (BVMI)           | Gold                                                                   | 200.000   |
| Frankreich (SNEP)            | Diamant                                                                | 333.333   |
| Griechenland (IFPI)          | Diamant                                                                | 100.000   |
| Italien (FIMI)               | Platin                                                                 | 100.000   |
| Kanada (MC)                  | 3× Platin                                                              | 240.000   |
| Neuseeland (RMNZ)            | 3× Platin                                                              | 90.000    |
| Polen (ZPAV)                 | 2× Platin                                                              | 100.000   |
| Portugal (AFP)               | 4× Platin                                                              | 40.000    |
| Schweden (IFPI)              | Gold                                                                   | 40.000    |
| Spanien (Promusicae)         | Platin                                                                 | 60.000    |
| Vereinigte Staaten (RIAA)    | 3× Platin                                                              | 3.000.000 |
| Vereinigtes Königreich (BPI) | 2× Platin                                                              | 1.200.000 |
| Insgesamt                    | 2× Gold · 26× Platin · 5× Diamant ·                                    | 6.493.333 |

### What You Want
| Land/Region | Auszeichnungen für Musikverkäufe (Land/Region, Auszeichnung, Verkäufe) | Verkäufe |
| ----------- | ---------------------------------------------------------------------- | -------- |
| Kanada (MC) | Platin                                                                 | 80.000   |
| Insgesamt   | 1× Platin ·                                                            | 80.000   |

### Lost in the Fire
| Land/Region                  | Auszeichnungen für Musikverkäufe (Land/Region, Auszeichnung, Verkäufe) | Verkäufe  |
| ---------------------------- | ---------------------------------------------------------------------- | --------- |
| Australien (ARIA)            | Gold                                                                   | 35.000    |
| Dänemark (IFPI)              | Platin                                                                 | 90.000    |
| Deutschland (BVMI)           | Gold                                                                   | 200.000   |
| Frankreich (SNEP)            | Platin                                                                 | 200.000   |
| Griechenland (IFPI)          | 3× Platin                                                              | 60.000    |
| Italien (FIMI)               | Platin                                                                 | 100.000   |
| Kanada (MC)                  | 2× Platin                                                              | 160.000   |
| Mexiko (AMPROFON)            | Platin                                                                 | 60.000    |
| Polen (ZPAV)                 | 2× Platin                                                              | 100.000   |
| Portugal (AFP)               | Gold                                                                   | 5.000     |
| Schweden (IFPI)              | Gold                                                                   | 40.000    |
| Spanien (Promusicae)         | Gold                                                                   | 30.000    |
| Vereinigte Staaten (RIAA)    | 2× Platin                                                              | 2.000.000 |
| Vereinigtes Königreich (BPI) | Platin                                                                 | 600.000   |
| Insgesamt                    | 5× Gold · 14× Platin ·                                                 | 3.680.000 |

### Power Is Power
| Land/Region               | Auszeichnungen für Musikverkäufe (Land/Region, Auszeichnung, Verkäufe) | Verkäufe |
| ------------------------- | ---------------------------------------------------------------------- | -------- |
| Vereinigte Staaten (RIAA) | Gold                                                                   | 500.000  |
| Insgesamt                 | 1× Gold ·                                                              | 500.000  |

### Wake Up
| Land/Region                  | Auszeichnungen für Musikverkäufe (Land/Region, Auszeichnung, Verkäufe) | Verkäufe  |
| ---------------------------- | ---------------------------------------------------------------------- | --------- |
| Australien (ARIA)            | Platin                                                                 | 70.000    |
| Brasilien (PMB)              | 2× Platin                                                              | 80.000    |
| Kanada (MC)                  | 2× Platin                                                              | 160.000   |
| Neuseeland (RMNZ)            | Platin                                                                 | 30.000    |
| Vereinigte Staaten (RIAA)    | 2× Platin                                                              | 2.000.000 |
| Vereinigtes Königreich (BPI) | Silber                                                                 | 200.000   |
| Insgesamt                    | 1× Silber · 8× Platin ·                                                | 2.540.000 |

### Heartless
| Land/Region                  | Auszeichnungen für Musikverkäufe (Land/Region, Auszeichnung, Verkäufe) | Verkäufe  |
| ---------------------------- | ---------------------------------------------------------------------- | --------- |
| Australien (ARIA)            | 3× Platin                                                              | 210.000   |
| Brasilien (PMB)              | 3× Platin                                                              | 120.000   |
| Dänemark (IFPI)              | Platin                                                                 | 90.000    |
| Frankreich (SNEP)            | Gold                                                                   | 100.000   |
| Griechenland (IFPI)          | 2× Platin                                                              | 40.000    |
| Italien (FIMI)               | Gold                                                                   | 50.000    |
| Kanada (MC)                  | 3× Platin                                                              | 240.000   |
| Norwegen (IFPI)              | Gold                                                                   | 30.000    |
| Polen (ZPAV)                 | Platin                                                                 | 50.000    |
| Portugal (AFP)               | Platin                                                                 | 10.000    |
| Schweden (IFPI)              | Platin                                                                 | 80.000    |
| Spanien (Promusicae)         | Gold                                                                   | 30.000    |
| Vereinigte Staaten (RIAA)    | 3× Platin                                                              | 3.000.000 |
| Vereinigtes Königreich (BPI) | Platin                                                                 | 600.000   |
| Insgesamt                    | 4× Gold · 19× Platin ·                                                 | 4.650.000 |

### Blinding Lights
| Land/Region                  | Auszeichnungen für Musikverkäufe (Land/Region, Auszeichnung, Verkäufe) | Verkäufe   |
| ---------------------------- | ---------------------------------------------------------------------- | ---------- |
| Australien (ARIA)            | 22× Platin                                                             | 1.540.000  |
| Belgien (BRMA)               | 4× Platin                                                              | 160.000    |
| Brasilien (PMB)              | 9× Diamant                                                             | 1.440.000  |
| Chile (IFPI)                 | Platin                                                                 | 200.000    |
| Dänemark (IFPI)              | 6× Platin                                                              | 540.000    |
| Deutschland (BVMI)           | 3× Platin                                                              | 1.200.000  |
| Finnland (IFPI)              | 9× Platin                                                              | 360.000    |
| Frankreich (SNEP)            | Diamant                                                                | 333.333    |
| Griechenland (IFPI)          | Diamant                                                                | 100.000    |
| Italien (FIMI)               | 6× Platin                                                              | 600.000    |
| Kanada (MC)                  | Diamant                                                                | 800.000    |
| Mexiko (AMPROFON)            | 3× Platin                                                              | 180.000    |
| Malaysia (RIM)               | Platin                                                                 | 200.000    |
| Neuseeland (RMNZ)            | 9× Platin                                                              | 270.000    |
| Norwegen (IFPI)              | 8× Platin                                                              | 480.000    |
| Österreich (IFPI)            | 3× Platin                                                              | 90.000     |
| Polen (ZPAV)                 | 2× Diamant                                                             | 500.000    |
| Portugal (AFP)               | Diamant                                                                | 100.000    |
| Schweden (IFPI)              | 11× Platin                                                             | 880.000    |
| Spanien (Promusicae)         | 8× Platin                                                              | 420.000    |
| Vereinigte Staaten (RIAA)    | Diamant                                                                | 10.000.000 |
| Vereinigtes Königreich (BPI) | 8× Platin                                                              | 4.800.000  |
| Zentralamerika (CFC)         | Gold                                                                   | 35.000     |
| Insgesamt                    | 1× Gold · 102× Platin · 16× Diamant ·                                  | 25.228.333 |

### After Hours
| Land/Region                  | Auszeichnungen für Musikverkäufe (Land/Region, Auszeichnung, Verkäufe) | Verkäufe  |
| ---------------------------- | ---------------------------------------------------------------------- | --------- |
| Australien (ARIA)            | 2× Platin                                                              | 140.000   |
| Brasilien (PMB)              | 2× Platin                                                              | 80.000    |
| Dänemark (IFPI)              | Gold                                                                   | 45.000    |
| Frankreich (SNEP)            | Platin                                                                 | 200.000   |
| Griechenland (IFPI)          | 2× Platin                                                              | 40.000    |
| Italien (FIMI)               | Platin                                                                 | 100.000   |
| Norwegen (IFPI)              | Gold                                                                   | 30.000    |
| Polen (ZPAV)                 | Platin                                                                 | 50.000    |
| Portugal (AFP)               | Platin                                                                 | 10.000    |
| Spanien (Promusicae)         | Gold                                                                   | 30.000    |
| Vereinigte Staaten (RIAA)    | Platin                                                                 | 1.000.000 |
| Vereinigtes Königreich (BPI) | Platin                                                                 | 600.000   |
| Insgesamt                    | 3× Gold · 12× Platin ·                                                 | 2.325.000 |

### In Your Eyes
| Land/Region                  | Auszeichnungen für Musikverkäufe (Land/Region, Auszeichnung, Verkäufe) | Verkäufe  |
| ---------------------------- | ---------------------------------------------------------------------- | --------- |
| Australien (ARIA)            | 3× Platin                                                              | 210.000   |
| Belgien (BRMA)               | Platin                                                                 | 40.000    |
| Brasilien (PMB)              | Diamant                                                                | 160.000   |
| Dänemark (IFPI)              | 2× Platin                                                              | 180.000   |
| Deutschland (BVMI)           | Gold                                                                   | 200.000   |
| Frankreich (SNEP)            | Diamant                                                                | 333.333   |
| Griechenland (IFPI)          | Gold                                                                   | 10.000    |
| Italien (FIMI)               | 2× Platin                                                              | 140.000   |
| Kanada (MC)                  | 2× Platin                                                              | 160.000   |
| Neuseeland (RMNZ)            | 2× Platin                                                              | 60.000    |
| Norwegen (IFPI)              | 2× Platin                                                              | 120.000   |
| Polen (ZPAV)                 | 3× Platin                                                              | 150.000   |
| Portugal (AFP)               | 2× Platin                                                              | 20.000    |
| Schweden (IFPI)              | 3× Platin                                                              | 240.000   |
| Spanien (Promusicae)         | Platin                                                                 | 40.000    |
| Vereinigte Staaten (RIAA)    | Platin                                                                 | 1.000.000 |
| Vereinigtes Königreich (BPI) | Platin                                                                 | 600.000   |
| Insgesamt                    | 2× Gold · 25× Platin · 2× Diamant ·                                    | 3.663.333 |

### Save Your Tears
| Land/Region                  | Auszeichnungen für Musikverkäufe (Land/Region, Auszeichnung, Verkäufe) | Verkäufe   |
| ---------------------------- | ---------------------------------------------------------------------- | ---------- |
| Australien (ARIA)            | 16× Platin                                                             | 1.120.000  |
| Belgien (BRMA)               | Platin                                                                 | 40.000     |
| Brasilien (PMB)              | 6× Diamant                                                             | 960.000    |
| Dänemark (IFPI)              | 4× Platin                                                              | 360.000    |
| Deutschland (BVMI)           | 2× Platin                                                              | 800.000    |
| Frankreich (SNEP)            | Diamant                                                                | 333.333    |
| Griechenland (IFPI)          | 3× Platin · + 2× Platin (Remix)                                        | 100.000    |
| Italien (FIMI)               | 5× Platin                                                              | 500.000    |
| Kanada (MC)                  | Diamant                                                                | 800.000    |
| Neuseeland (RMNZ)            | 7× Platin                                                              | 210.000    |
| Norwegen (IFPI)              | 4× Platin                                                              | 240.000    |
| Österreich (IFPI)            | 3× Platin                                                              | 90.000     |
| Polen (ZPAV)                 | Diamant                                                                | 250.000    |
| Portugal (AFP)               | Diamant                                                                | 100.000    |
| Schweden (IFPI)              | 6× Platin                                                              | 480.000    |
| Spanien (Promusicae)         | 4× Platin · + Platin (Remix)                                           | 270.000    |
| Vereinigte Staaten (RIAA)    | Diamant                                                                | 10.000.000 |
| Vereinigtes Königreich (BPI) | 4× Platin                                                              | 2.700.000  |
| Insgesamt                    | 62× Platin · 11× Diamant ·                                             | 19.373.333 |

### Smile
| Land/Region                  | Auszeichnungen für Musikverkäufe (Land/Region, Auszeichnung, Verkäufe) | Verkäufe  |
| ---------------------------- | ---------------------------------------------------------------------- | --------- |
| Brasilien (PMB)              | Platin                                                                 | 40.000    |
| Portugal (AFP)               | Gold                                                                   | 5.000     |
| Vereinigte Staaten (RIAA)    | Platin                                                                 | 1.000.000 |
| Vereinigtes Königreich (BPI) | Silber                                                                 | 200.000   |
| Insgesamt                    | 1× Silber · 1× Gold · 2× Platin ·                                      | 1.245.000 |

### Over Now
| Land/Region       | Auszeichnungen für Musikverkäufe (Land/Region, Auszeichnung, Verkäufe) | Verkäufe |
| ----------------- | ---------------------------------------------------------------------- | -------- |
| Australien (ARIA) | Gold                                                                   | 35.000   |
| Brasilien (PMB)   | Platin                                                                 | 40.000   |
| Insgesamt         | 1× Gold · 1× Platin ·                                                  | 75.000   |

### Hawái (Remix)
| Land/Region               | Auszeichnungen für Musikverkäufe (Land/Region, Auszeichnung, Verkäufe) | Verkäufe  |
| ------------------------- | ---------------------------------------------------------------------- | --------- |
| Brasilien (PMB)           | 2× Platin                                                              | 80.000    |
| Italien (FIMI)            | Platin                                                                 | 70.000    |
| Mexiko (AMPROFON)         | Platin                                                                 | 60.000    |
| Portugal (AFP)            | Gold                                                                   | 5.000     |
| Schweiz (IFPI)            | Gold                                                                   | 10.000    |
| Spanien (Promusicae)      | Gold                                                                   | 30.000    |
| Vereinigte Staaten (RIAA) | 22× Platin                                                             | 1.320.000 |
| Insgesamt                 | 3× Gold · 6× Platin · 2× Diamant ·                                     | 1.575.000 |

### You Right
| Land/Region                  | Auszeichnungen für Musikverkäufe (Land/Region, Auszeichnung, Verkäufe) | Verkäufe  |
| ---------------------------- | ---------------------------------------------------------------------- | --------- |
| Australien (ARIA)            | 2× Platin                                                              | 140.000   |
| Brasilien (PMB)              | 2× Diamant                                                             | 320.000   |
| Dänemark (IFPI)              | Gold                                                                   | 45.000    |
| Frankreich (SNEP)            | Gold                                                                   | 100.000   |
| Griechenland (IFPI)          | Gold                                                                   | 10.000    |
| Italien (FIMI)               | Gold                                                                   | 50.000    |
| Kanada (MC)                  | Platin                                                                 | 80.000    |
| Mexiko (AMPROFON)            | Gold                                                                   | 70.000    |
| Norwegen (IFPI)              | Gold                                                                   | 30.000    |
| Polen (ZPAV)                 | Platin                                                                 | 50.000    |
| Portugal (AFP)               | Gold                                                                   | 5.000     |
| Schweden (IFPI)              | Gold                                                                   | 40.000    |
| Spanien (Promusicae)         | Gold                                                                   | 30.000    |
| Vereinigte Staaten (RIAA)    | 2× Platin                                                              | 2.000.000 |
| Vereinigtes Königreich (BPI) | Gold                                                                   | 400.000   |
| Insgesamt                    | 10× Gold · 6× Platin · 2× Diamant ·                                    | 3.370.000 |

### Take My Breath
| Land/Region                  | Auszeichnungen für Musikverkäufe (Land/Region, Auszeichnung, Verkäufe) | Verkäufe  |
| ---------------------------- | ---------------------------------------------------------------------- | --------- |
| Australien (ARIA)            | 2× Platin                                                              | 140.000   |
| Brasilien (PMB)              | Diamant                                                                | 160.000   |
| Dänemark (IFPI)              | Platin                                                                 | 90.000    |
| Deutschland (BVMI)           | Gold                                                                   | 200.000   |
| Finnland (IFPI)              | Gold                                                                   | 20.000    |
| Frankreich (SNEP)            | Diamant                                                                | 333.333   |
| Griechenland (IFPI)          | Gold                                                                   | 10.000    |
| Italien (FIMI)               | Platin                                                                 | 100.000   |
| Norwegen (IFPI)              | Platin                                                                 | 60.000    |
| Polen (ZPAV)                 | Gold                                                                   | 25.000    |
| Portugal (AFP)               | Gold                                                                   | 5.000     |
| Schweden (IFPI)              | Platin                                                                 | 80.000    |
| Spanien (Promusicae)         | Gold                                                                   | 30.000    |
| Vereinigte Staaten (RIAA)    | Platin                                                                 | 1.000.000 |
| Vereinigtes Königreich (BPI) | Platin                                                                 | 600.000   |
| Insgesamt                    | 6× Gold · 8× Platin · 2× Diamant ·                                     | 2.853.333 |

### Hurricane
| Land/Region                  | Auszeichnungen für Musikverkäufe (Land/Region, Auszeichnung, Verkäufe) | Verkäufe  |
| ---------------------------- | ---------------------------------------------------------------------- | --------- |
| Brasilien (PMB)              | Platin                                                                 | 40.000    |
| Dänemark (IFPI)              | Gold                                                                   | 45.000    |
| Kanada (MC)                  | Platin                                                                 | 80.000    |
| Vereinigte Staaten (RIAA)    | 2× Platin                                                              | 2.000.000 |
| Vereinigtes Königreich (BPI) | Silber                                                                 | 200.000   |
| Insgesamt                    | 1× Silber · 1× Gold · 4× Platin ·                                      | 2.365.000 |

### Moth to a Flame
| Land/Region                  | Auszeichnungen für Musikverkäufe (Land/Region, Auszeichnung, Verkäufe) | Verkäufe  |
| ---------------------------- | ---------------------------------------------------------------------- | --------- |
| Australien (ARIA)            | Platin                                                                 | 70.000    |
| Belgien (BRMA)               | Platin                                                                 | 40.000    |
| Dänemark (IFPI)              | Platin                                                                 | 90.000    |
| Deutschland (BVMI)           | Gold                                                                   | 200.000   |
| Finnland (IFPI)              | Gold                                                                   | 20.000    |
| Frankreich (SNEP)            | Diamant                                                                | 333.333   |
| Griechenland (IFPI)          | Diamant                                                                | 100.000   |
| Italien (FIMI)               | 2× Platin                                                              | 200.000   |
| Kanada (MC)                  | 3× Platin                                                              | 240.000   |
| Neuseeland (RMNZ)            | Gold                                                                   | 15.000    |
| Niederlande (NVPI)           | Platin                                                                 | 80.000    |
| Polen (ZPAV)                 | 2× Platin                                                              | 100.000   |
| Portugal (AFP)               | 2× Platin                                                              | 20.000    |
| Spanien (Promusicae)         | Platin                                                                 | 60.000    |
| Vereinigte Staaten (RIAA)    | Platin                                                                 | 1.000.000 |
| Vereinigtes Königreich (BPI) | Platin                                                                 | 600.000   |
| Insgesamt                    | 3× Gold · 16× Platin · 2× Diamant ·                                    | 3.168.333 |

### One Right Now
| Land/Region                  | Auszeichnungen für Musikverkäufe (Land/Region, Auszeichnung, Verkäufe) | Verkäufe  |
| ---------------------------- | ---------------------------------------------------------------------- | --------- |
| Australien (ARIA)            | 3× Platin                                                              | 210.000   |
| Brasilien (PMB)              | 3× Platin                                                              | 120.000   |
| Dänemark (IFPI)              | Gold                                                                   | 45.000    |
| Finnland (IFPI)              | Gold                                                                   | 20.000    |
| Frankreich (SNEP)            | Gold                                                                   | 100.000   |
| Italien (FIMI)               | Gold                                                                   | 50.000    |
| Kanada (MC)                  | 3× Platin                                                              | 240.000   |
| Norwegen (IFPI)              | Gold                                                                   | 30.000    |
| Polen (ZPAV)                 | Gold                                                                   | 25.000    |
| Portugal (AFP)               | Gold                                                                   | 5.000     |
| Schweden (IFPI)              | Platin                                                                 | 80.000    |
| Spanien (Promusicae)         | Gold                                                                   | 30.000    |
| Vereinigtes Königreich (BPI) | Gold                                                                   | 400.000   |
| Insgesamt                    | 9× Gold · 10× Platin ·                                                 | 1.355.000 |

### La fama
| Land/Region               | Auszeichnungen für Musikverkäufe (Land/Region, Auszeichnung, Verkäufe) | Verkäufe  |
| ------------------------- | ---------------------------------------------------------------------- | --------- |
| Brasilien (PMB)           | Gold                                                                   | 20.000    |
| Chile (IFPI)              | Gold                                                                   | 90.000    |
| Frankreich (SNEP)         | Diamant                                                                | 333.333   |
| Griechenland (IFPI)       | Gold                                                                   | 10.000    |
| Italien (FIMI)            | Platin                                                                 | 100.000   |
| Kanada (MC)               | Gold                                                                   | 40.000    |
| Mexiko (AMPROFON)         | Platin                                                                 | 140.000   |
| Polen (ZPAV)              | Gold                                                                   | 25.000    |
| Portugal (AFP)            | Platin                                                                 | 10.000    |
| Schweiz (IFPI)            | Platin                                                                 | 20.000    |
| Spanien (Promusicae)      | 6× Platin                                                              | 360.000   |
| Vereinigte Staaten (RIAA) | Platin                                                                 | 1.000.000 |
| Insgesamt                 | 5× Gold · 11× Platin · 1× Diamant ·                                    | 2.148.333 |

### Out of Time
| Land/Region                  | Auszeichnungen für Musikverkäufe (Land/Region, Auszeichnung, Verkäufe) | Verkäufe  |
| ---------------------------- | ---------------------------------------------------------------------- | --------- |
| Australien (ARIA)            | Platin                                                                 | 70.000    |
| Brasilien (PMB)              | Platin                                                                 | 40.000    |
| Frankreich (SNEP)            | Gold                                                                   | 100.000   |
| Italien (FIMI)               | Gold                                                                   | 50.000    |
| Vereinigte Staaten (RIAA)    | Platin                                                                 | 1.000.000 |
| Vereinigtes Königreich (BPI) | Silber                                                                 | 200.000   |
| Insgesamt                    | 1× Silber · 2× Gold · 3× Platin ·                                      | 1.460.000 |

### How Do I Make You Love Me
| Land/Region       | Auszeichnungen für Musikverkäufe (Land/Region, Auszeichnung, Verkäufe) | Verkäufe |
| ----------------- | ---------------------------------------------------------------------- | -------- |
| Australien (ARIA) | Gold                                                                   | 35.000   |
| Brasilien (PMB)   | Gold                                                                   | 20.000   |
| Insgesamt         | 2× Gold ·                                                              | 55.000   |

### Best Friends
| Land/Region     | Auszeichnungen für Musikverkäufe (Land/Region, Auszeichnung, Verkäufe) | Verkäufe |
| --------------- | ---------------------------------------------------------------------- | -------- |
| Brasilien (PMB) | Gold                                                                   | 20.000   |
| Insgesamt       | 1× Gold ·                                                              | 20.000   |

### Creepin’
| Land/Region                  | Auszeichnungen für Musikverkäufe (Land/Region, Auszeichnung, Verkäufe) | Verkäufe  |
| ---------------------------- | ---------------------------------------------------------------------- | --------- |
| Australien (ARIA)            | 4× Platin                                                              | 280.000   |
| Belgien (BRMA)               | Platin                                                                 | 40.000    |
| Brasilien (PMB)              | Gold                                                                   | 20.000    |
| Dänemark (IFPI)              | Platin                                                                 | 90.000    |
| Deutschland (BVMI)           | Gold                                                                   | 200.000   |
| Frankreich (SNEP)            | Diamant                                                                | 333.333   |
| Griechenland (IFPI)          | 4× Platin                                                              | 80.000    |
| Italien (FIMI)               | 2× Platin                                                              | 200.000   |
| Kanada (MC)                  | 4× Platin                                                              | 320.000   |
| Neuseeland (RMNZ)            | Platin                                                                 | 30.000    |
| Polen (ZPAV)                 | 2× Platin                                                              | 100.000   |
| Portugal (AFP)               | 3× Platin                                                              | 30.000    |
| Schweiz (IFPI)               | Platin                                                                 | 20.000    |
| Spanien (Promusicae)         | Platin                                                                 | 60.000    |
| Vereinigte Staaten (RIAA)    | 2× Platin                                                              | 2.000.000 |
| Vereinigtes Königreich (BPI) | Platin                                                                 | 600.000   |
| Zentralamerika (CFC)         | Platin                                                                 | 70.000    |
| Insgesamt                    | 3× Gold · 28× Platin · 1× Diamant ·                                    | 4.473.333 |

### Double Fantasy
| Land/Region       | Auszeichnungen für Musikverkäufe (Land/Region, Auszeichnung, Verkäufe) | Verkäufe |
| ----------------- | ---------------------------------------------------------------------- | -------- |
| Australien (ARIA) | Gold                                                                   | 35.000   |
| Brasilien (PMB)   | Platin                                                                 | 40.000   |
| Insgesamt         | 1× Gold · 1× Platin ·                                                  | 75.000   |

### Popular
| Land/Region                  | Auszeichnungen für Musikverkäufe (Land/Region, Auszeichnung, Verkäufe) | Verkäufe  |
| ---------------------------- | ---------------------------------------------------------------------- | --------- |
| Australien (ARIA)            | 3× Platin                                                              | 210.000   |
| Belgien (BRMA)               | Gold                                                                   | 20.000    |
| Brasilien (PMB)              | Diamant                                                                | 160.000   |
| Dänemark (IFPI)              | Platin                                                                 | 90.000    |
| Deutschland (BVMI)           | Gold                                                                   | 300.000   |
| Frankreich (SNEP)            | Platin                                                                 | 200.000   |
| Griechenland (IFPI)          | 2× Platin                                                              | 40.000    |
| Italien (FIMI)               | Platin                                                                 | 100.000   |
| Neuseeland (RMNZ)            | 2× Platin                                                              | 60.000    |
| Polen (ZPAV)                 | Platin                                                                 | 50.000    |
| Portugal (AFP)               | Platin                                                                 | 10.000    |
| Spanien (Promusicae)         | Gold                                                                   | 30.000    |
| Vereinigte Staaten (RIAA)    | Platin                                                                 | 1.000.000 |
| Vereinigtes Königreich (BPI) | Platin                                                                 | 600.000   |
| Zentralamerika (CFC)         | Platin                                                                 | 70.000    |
| Insgesamt                    | 3× Gold · 15× Platin · 1× Diamant ·                                    | 2.940.000 |

### K-pop
| Land/Region               | Auszeichnungen für Musikverkäufe (Land/Region, Auszeichnung, Verkäufe) | Verkäufe  |
| ------------------------- | ---------------------------------------------------------------------- | --------- |
| Brasilien (PMB)           | Platin                                                                 | 40.000    |
| Italien (FIMI)            | Gold                                                                   | 50.000    |
| Kanada (MC)               | Platin                                                                 | 80.000    |
| Mexiko (AMPROFON)         | Platin                                                                 | 140.000   |
| Polen (ZPAV)              | Gold                                                                   | 25.000    |
| Portugal (AFP)            | Gold                                                                   | 5.000     |
| Schweiz (IFPI)            | Gold                                                                   | 15.000    |
| Spanien (Promusicae)      | Gold                                                                   | 30.000    |
| Südafrika (RISA)          | Gold                                                                   | 20.000    |
| Vereinigte Staaten (RIAA) | Platin                                                                 | 1.000.000 |
| Insgesamt                 | 6× Gold · 4× Platin ·                                                  | 1.405.000 |

### One of the Girls
| Land/Region                  | Auszeichnungen für Musikverkäufe (Land/Region, Auszeichnung, Verkäufe) | Verkäufe  |
| ---------------------------- | ---------------------------------------------------------------------- | --------- |
| Australien (ARIA)            | Gold                                                                   | 35.000    |
| Brasilien (PMB)              | 4× Diamant                                                             | 640.000   |
| Dänemark (IFPI)              | Gold                                                                   | 45.000    |
| Frankreich (SNEP)            | Platin                                                                 | 200.000   |
| Griechenland (IFPI)          | 3× Platin                                                              | 60.000    |
| Italien (FIMI)               | Gold                                                                   | 50.000    |
| Neuseeland (RMNZ)            | Gold                                                                   | 15.000    |
| Polen (ZPAV)                 | 2× Platin                                                              | 100.000   |
| Portugal (AFP)               | 3× Platin                                                              | 30.000    |
| Spanien (Promusicae)         | Gold                                                                   | 30.000    |
| Vereinigte Staaten (RIAA)    | Platin                                                                 | 1.000.000 |
| Vereinigtes Königreich (BPI) | Platin                                                                 | 600.000   |
| Zentralamerika (CFC)         | 3× Platin                                                              | 210.000   |
| Insgesamt                    | 5× Gold · 14× Platin · 4× Diamant ·                                    | 3.015.000 |

### Dancing in the Flames
| Land/Region                  | Auszeichnungen für Musikverkäufe (Land/Region, Auszeichnung, Verkäufe) | Verkäufe |
| ---------------------------- | ---------------------------------------------------------------------- | -------- |
| Belgien (BRMA)               | Gold                                                                   | 20.000   |
| Brasilien (PMB)              | Platin                                                                 | 40.000   |
| Frankreich (SNEP)            | Gold                                                                   | 100.000  |
| Kanada (MC)                  | Gold                                                                   | 40.000   |
| Vereinigtes Königreich (BPI) | Silber                                                                 | 200.000  |
| Insgesamt                    | 1× Silber · 3× Gold · 1× Platin ·                                      | 400.000  |

### Timeless
| Land/Region                  | Auszeichnungen für Musikverkäufe (Land/Region, Auszeichnung, Verkäufe) | Verkäufe  |
| ---------------------------- | ---------------------------------------------------------------------- | --------- |
| Australien (ARIA)            | 3× Platin                                                              | 210.000   |
| Belgien (BRMA)               | Gold                                                                   | 20.000    |
| Brasilien (PMB)              | 2× Platin                                                              | 80.000    |
| Dänemark (IFPI)              | Gold                                                                   | 45.000    |
| Frankreich (SNEP)            | Platin                                                                 | 200.000   |
| Griechenland (IFPI)          | 2× Platin                                                              | 40.000    |
| Kanada (MC)                  | 2× Platin                                                              | 160.000   |
| Neuseeland (RMNZ)            | Platin                                                                 | 30.000    |
| Polen (ZPAV)                 | Gold                                                                   | 25.000    |
| Portugal (AFP)               | 2× Platin                                                              | 20.000    |
| Schweiz (IFPI)               | Gold                                                                   | 15.000    |
| Spanien (Promusicae)         | Gold                                                                   | 30.000    |
| Vereinigtes Königreich (BPI) | Platin                                                                 | 600.000   |
| Zentralamerika (CFC)         | Gold                                                                   | 35.000    |
| Insgesamt                    | 6× Gold · 14× Platin ·                                                 | 1.510.000 |

### São Paulo
| Land/Region                  | Auszeichnungen für Musikverkäufe (Land/Region, Auszeichnung, Verkäufe) | Verkäufe |
| ---------------------------- | ---------------------------------------------------------------------- | -------- |
| Brasilien (PMB)              | Diamant                                                                | 160.000  |
| Frankreich (SNEP)            | Gold                                                                   | 100.000  |
| Griechenland (IFPI)          | 2× Platin                                                              | 40.000   |
| Polen (ZPAV)                 | Gold                                                                   | 62.500   |
| Portugal (AFP)               | Platin                                                                 | 10.000   |
| Vereinigtes Königreich (BPI) | Silber                                                                 | 200.000  |
| Insgesamt                    | 1× Silber · 2× Gold · 3× Platin · 1× Diamant ·                         | 572.500  |

## Auszeichnungen nach Liedern

### House of Balloons
| Land/Region                  | Auszeichnungen für Musikverkäufe (Land/Region, Auszeichnung, Verkäufe) | Verkäufe |
| ---------------------------- | ---------------------------------------------------------------------- | -------- |
| Vereinigtes Königreich (BPI) | Gold                                                                   | 400.000  |
| Insgesamt                    | 1× Gold ·                                                              | 400.000  |

### What You Need
| Land/Region                  | Auszeichnungen für Musikverkäufe (Land/Region, Auszeichnung, Verkäufe) | Verkäufe |
| ---------------------------- | ---------------------------------------------------------------------- | -------- |
| Vereinigtes Königreich (BPI) | Silber                                                                 | 200.000  |
| Insgesamt                    | 1× Silber ·                                                            | 200.000  |

### The Party & the After Party
| Land/Region                  | Auszeichnungen für Musikverkäufe (Land/Region, Auszeichnung, Verkäufe) | Verkäufe |
| ---------------------------- | ---------------------------------------------------------------------- | -------- |
| Australien (ARIA)            | Gold                                                                   | 35.000   |
| Vereinigtes Königreich (BPI) | Silber                                                                 | 200.000  |
| Insgesamt                    | 1× Silber · 1× Gold ·                                                  | 235.000  |

### Tell Your Friends
| Land/Region                  | Auszeichnungen für Musikverkäufe (Land/Region, Auszeichnung, Verkäufe) | Verkäufe  |
| ---------------------------- | ---------------------------------------------------------------------- | --------- |
| Kanada (MC)                  | Gold                                                                   | 40.000    |
| Vereinigte Staaten (RIAA)    | Platin                                                                 | 1.000.000 |
| Vereinigtes Königreich (BPI) | Silber                                                                 | 200.000   |
| Insgesamt                    | 1× Silber · 1× Gold · 1× Platin ·                                      | 1.240.000 |

### The Morning
| Land/Region                  | Auszeichnungen für Musikverkäufe (Land/Region, Auszeichnung, Verkäufe) | Verkäufe  |
| ---------------------------- | ---------------------------------------------------------------------- | --------- |
| Dänemark (IFPI)              | Gold                                                                   | 45.000    |
| Kanada (MC)                  | Platin                                                                 | 80.000    |
| Vereinigte Staaten (RIAA)    | Platin                                                                 | 1.000.000 |
| Vereinigtes Königreich (BPI) | Gold                                                                   | 400.000   |
| Insgesamt                    | 2× Gold · 2× Platin ·                                                  | 1.525.000 |

### Angel
| Land/Region | Auszeichnungen für Musikverkäufe (Land/Region, Auszeichnung, Verkäufe) | Verkäufe |
| ----------- | ---------------------------------------------------------------------- | -------- |
| Kanada (MC) | Gold                                                                   | 40.000   |
| Insgesamt   | 1× Gold ·                                                              | 40.000   |

### As You Are
| Land/Region | Auszeichnungen für Musikverkäufe (Land/Region, Auszeichnung, Verkäufe) | Verkäufe |
| ----------- | ---------------------------------------------------------------------- | -------- |
| Kanada (MC) | Gold                                                                   | 40.000   |
| Insgesamt   | 1× Gold ·                                                              | 40.000   |

### Real Life
| Land/Region       | Auszeichnungen für Musikverkäufe (Land/Region, Auszeichnung, Verkäufe) | Verkäufe |
| ----------------- | ---------------------------------------------------------------------- | -------- |
| Australien (ARIA) | Gold                                                                   | 35.000   |
| Kanada (MC)       | Gold                                                                   | 40.000   |
| Insgesamt         | 2× Gold ·                                                              | 75.000   |

### Prisoner
| Land/Region               | Auszeichnungen für Musikverkäufe (Land/Region, Auszeichnung, Verkäufe) | Verkäufe  |
| ------------------------- | ---------------------------------------------------------------------- | --------- |
| Australien (ARIA)         | Gold                                                                   | 35.000    |
| Kanada (MC)               | Gold                                                                   | 40.000    |
| Vereinigte Staaten (RIAA) | Platin                                                                 | 1.000.000 |
| Insgesamt                 | 2× Gold · 1× Platin ·                                                  | 1.075.000 |

### Dark Times
| Land/Region                  | Auszeichnungen für Musikverkäufe (Land/Region, Auszeichnung, Verkäufe) | Verkäufe  |
| ---------------------------- | ---------------------------------------------------------------------- | --------- |
| Brasilien (PMB)              | Gold                                                                   | 30.000    |
| Dänemark (IFPI)              | Gold                                                                   | 45.000    |
| Kanada (MC)                  | Gold                                                                   | 40.000    |
| Vereinigte Staaten (RIAA)    | Platin                                                                 | 1.000.000 |
| Vereinigtes Königreich (BPI) | Silber                                                                 | 200.000   |
| Insgesamt                    | 1× Silber · 3× Gold · 1× Platin ·                                      | 1.315.000 |

### Shameless
| Land/Region               | Auszeichnungen für Musikverkäufe (Land/Region, Auszeichnung, Verkäufe) | Verkäufe  |
| ------------------------- | ---------------------------------------------------------------------- | --------- |
| Australien (ARIA)         | Gold                                                                   | 35.000    |
| Kanada (MC)               | Gold                                                                   | 40.000    |
| Vereinigte Staaten (RIAA) | Platin                                                                 | 1.000.000 |
| Insgesamt                 | 2× Gold · 1× Platin ·                                                  | 1.075.000 |

### Losers
| Land/Region       | Auszeichnungen für Musikverkäufe (Land/Region, Auszeichnung, Verkäufe) | Verkäufe |
| ----------------- | ---------------------------------------------------------------------- | -------- |
| Australien (ARIA) | Gold                                                                   | 35.000   |
| Insgesamt         | 1× Gold ·                                                              | 35.000   |

### FML
| Land/Region                  | Auszeichnungen für Musikverkäufe (Land/Region, Auszeichnung, Verkäufe) | Verkäufe  |
| ---------------------------- | ---------------------------------------------------------------------- | --------- |
| Dänemark (IFPI)              | Gold                                                                   | 45.000    |
| Vereinigte Staaten (RIAA)    | Platin                                                                 | 1.000.000 |
| Vereinigtes Königreich (BPI) | Silber                                                                 | 200.000   |
| Insgesamt                    | 1× Silber · 1× Gold · 1× Platin ·                                      | 1.245.000 |

### Pray 4 Love
| Land/Region               | Auszeichnungen für Musikverkäufe (Land/Region, Auszeichnung, Verkäufe) | Verkäufe |
| ------------------------- | ---------------------------------------------------------------------- | -------- |
| Vereinigte Staaten (RIAA) | Gold                                                                   | 500.000  |
| Insgesamt                 | 1× Gold ·                                                              | 500.000  |

### 6 Inch
| Land/Region               | Auszeichnungen für Musikverkäufe (Land/Region, Auszeichnung, Verkäufe) | Verkäufe  |
| ------------------------- | ---------------------------------------------------------------------- | --------- |
| Australien (ARIA)         | Gold                                                                   | 35.000    |
| Brasilien (PMB)           | Gold                                                                   | 30.000    |
| Kanada (MC)               | Gold                                                                   | 40.000    |
| Vereinigte Staaten (RIAA) | Platin                                                                 | 1.000.000 |
| Insgesamt                 | 3× Gold · 1× Platin ·                                                  | 1.105.000 |

### Sidewalks
| Land/Region                  | Auszeichnungen für Musikverkäufe (Land/Region, Auszeichnung, Verkäufe) | Verkäufe  |
| ---------------------------- | ---------------------------------------------------------------------- | --------- |
| Brasilien (PMB)              | Gold                                                                   | 30.000    |
| Dänemark (IFPI)              | Gold                                                                   | 45.000    |
| Kanada (MC)                  | Platin                                                                 | 80.000    |
| Neuseeland (RMNZ)            | Platin                                                                 | 30.000    |
| Portugal (AFP)               | Gold                                                                   | 5.000     |
| Vereinigte Staaten (RIAA)    | Platin                                                                 | 1.000.000 |
| Vereinigtes Königreich (BPI) | Silber                                                                 | 200.000   |
| Insgesamt                    | 1× Silber · 3× Gold · 3× Platin ·                                      | 1.390.000 |

### Six Feet Under
| Land/Region                  | Auszeichnungen für Musikverkäufe (Land/Region, Auszeichnung, Verkäufe) | Verkäufe  |
| ---------------------------- | ---------------------------------------------------------------------- | --------- |
| Dänemark (IFPI)              | Gold                                                                   | 45.000    |
| Kanada (MC)                  | Platin                                                                 | 80.000    |
| Vereinigte Staaten (RIAA)    | Platin                                                                 | 1.000.000 |
| Vereinigtes Königreich (BPI) | Silber                                                                 | 200.000   |
| Insgesamt                    | 1× Silber · 1× Gold · 2× Platin ·                                      | 1.325.000 |

### A Lonely Night
| Land/Region                  | Auszeichnungen für Musikverkäufe (Land/Region, Auszeichnung, Verkäufe) | Verkäufe |
| ---------------------------- | ---------------------------------------------------------------------- | -------- |
| Kanada (MC)                  | Gold                                                                   | 40.000   |
| Vereinigtes Königreich (BPI) | Silber                                                                 | 200.000  |
| Insgesamt                    | 1× Silber · 1× Gold ·                                                  | 240.000  |

### True Colors
| Land/Region                  | Auszeichnungen für Musikverkäufe (Land/Region, Auszeichnung, Verkäufe) | Verkäufe  |
| ---------------------------- | ---------------------------------------------------------------------- | --------- |
| Brasilien (PMB)              | Gold                                                                   | 30.000    |
| Kanada (MC)                  | Platin                                                                 | 80.000    |
| Vereinigte Staaten (RIAA)    | Platin                                                                 | 1.000.000 |
| Vereinigtes Königreich (BPI) | Silber                                                                 | 200.000   |
| Insgesamt                    | 1× Silber · 1× Gold · 2× Platin ·                                      | 1.310.000 |

### Love To Lay
| Land/Region       | Auszeichnungen für Musikverkäufe (Land/Region, Auszeichnung, Verkäufe) | Verkäufe |
| ----------------- | ---------------------------------------------------------------------- | -------- |
| Australien (ARIA) | Gold                                                                   | 35.000   |
| Kanada (MC)       | Gold                                                                   | 40.000   |
| Insgesamt         | 2× Gold ·                                                              | 75.000   |

### Stargirl Interlude
| Land/Region                  | Auszeichnungen für Musikverkäufe (Land/Region, Auszeichnung, Verkäufe) | Verkäufe  |
| ---------------------------- | ---------------------------------------------------------------------- | --------- |
| Brasilien (PMB)              | Gold                                                                   | 30.000    |
| Dänemark (IFPI)              | Gold                                                                   | 45.000    |
| Frankreich (SNEP)            | Platin                                                                 | 200.000   |
| Griechenland (IFPI)          | 2× Platin                                                              | 40.000    |
| Italien (FIMI)               | Gold                                                                   | 50.000    |
| Kanada (MC)                  | Gold                                                                   | 40.000    |
| Neuseeland (RMNZ)            | 2× Platin                                                              | 60.000    |
| Polen (ZPAV)                 | 2× Platin                                                              | 100.000   |
| Portugal (AFP)               | Gold                                                                   | 5.000     |
| Spanien (Promusicae)         | Gold                                                                   | 30.000    |
| Vereinigtes Königreich (BPI) | Platin                                                                 | 600.000   |
| Insgesamt                    | 6× Gold · 8× Platin ·                                                  | 1.200.000 |

### Comin’ Out Strong
| Land/Region               | Auszeichnungen für Musikverkäufe (Land/Region, Auszeichnung, Verkäufe) | Verkäufe  |
| ------------------------- | ---------------------------------------------------------------------- | --------- |
| Kanada (MC)               | Platin                                                                 | 80.000    |
| Vereinigte Staaten (RIAA) | Platin                                                                 | 1.000.000 |
| Insgesamt                 | 2× Platin ·                                                            | 1.080.000 |

### Secrets
| Land/Region                  | Auszeichnungen für Musikverkäufe (Land/Region, Auszeichnung, Verkäufe) | Verkäufe  |
| ---------------------------- | ---------------------------------------------------------------------- | --------- |
| Brasilien (PMB)              | Platin                                                                 | 60.000    |
| Kanada (MC)                  | Platin                                                                 | 80.000    |
| Vereinigte Staaten (RIAA)    | Platin                                                                 | 1.000.000 |
| Vereinigtes Königreich (BPI) | Silber                                                                 | 200.000   |
| Insgesamt                    | 1× Silber · 3× Platin ·                                                | 1.340.000 |

### Unfazed
| Land/Region               | Auszeichnungen für Musikverkäufe (Land/Region, Auszeichnung, Verkäufe) | Verkäufe  |
| ------------------------- | ---------------------------------------------------------------------- | --------- |
| Vereinigte Staaten (RIAA) | Platin                                                                 | 1.000.000 |
| Insgesamt                 | 1× Platin ·                                                            | 1.000.000 |

### Curve
| Land/Region               | Auszeichnungen für Musikverkäufe (Land/Region, Auszeichnung, Verkäufe) | Verkäufe  |
| ------------------------- | ---------------------------------------------------------------------- | --------- |
| Vereinigte Staaten (RIAA) | Platin                                                                 | 1.000.000 |
| Insgesamt                 | 1× Platin ·                                                            | 1.000.000 |

### All I Know
| Land/Region       | Auszeichnungen für Musikverkäufe (Land/Region, Auszeichnung, Verkäufe) | Verkäufe |
| ----------------- | ---------------------------------------------------------------------- | -------- |
| Australien (ARIA) | Gold                                                                   | 35.000   |
| Kanada (MC)       | Gold                                                                   | 40.000   |
| Insgesamt         | 2× Gold ·                                                              | 75.000   |

### Attention
| Land/Region       | Auszeichnungen für Musikverkäufe (Land/Region, Auszeichnung, Verkäufe) | Verkäufe |
| ----------------- | ---------------------------------------------------------------------- | -------- |
| Australien (ARIA) | Gold                                                                   | 35.000   |
| Kanada (MC)       | Gold                                                                   | 40.000   |
| Insgesamt         | 2× Gold ·                                                              | 75.000   |

### Ordinary Life
| Land/Region | Auszeichnungen für Musikverkäufe (Land/Region, Auszeichnung, Verkäufe) | Verkäufe |
| ----------- | ---------------------------------------------------------------------- | -------- |
| Kanada (MC) | Gold                                                                   | 40.000   |
| Insgesamt   | 1× Gold ·                                                              | 40.000   |

### Nothing Without You
| Land/Region       | Auszeichnungen für Musikverkäufe (Land/Region, Auszeichnung, Verkäufe) | Verkäufe |
| ----------------- | ---------------------------------------------------------------------- | -------- |
| Australien (ARIA) | Gold                                                                   | 35.000   |
| Kanada (MC)       | Gold                                                                   | 40.000   |
| Insgesamt         | 2× Gold ·                                                              | 75.000   |

### Try Me
| Land/Region                  | Auszeichnungen für Musikverkäufe (Land/Region, Auszeichnung, Verkäufe) | Verkäufe  |
| ---------------------------- | ---------------------------------------------------------------------- | --------- |
| Australien (ARIA)            | Platin                                                                 | 70.000    |
| Brasilien (PMB)              | Platin                                                                 | 40.000    |
| Kanada (MC)                  | Gold                                                                   | 40.000    |
| Vereinigte Staaten (RIAA)    | Platin                                                                 | 1.000.000 |
| Vereinigtes Königreich (BPI) | Silber                                                                 | 200.000   |
| Insgesamt                    | 1× Silber · 1× Gold · 3× Platin ·                                      | 1.350.000 |

### Wasted Times
| Land/Region                  | Auszeichnungen für Musikverkäufe (Land/Region, Auszeichnung, Verkäufe) | Verkäufe  |
| ---------------------------- | ---------------------------------------------------------------------- | --------- |
| Australien (ARIA)            | Platin                                                                 | 70.000    |
| Brasilien (PMB)              | Platin                                                                 | 40.000    |
| Kanada (MC)                  | Platin                                                                 | 80.000    |
| Portugal (AFP)               | Gold                                                                   | 5.000     |
| Vereinigte Staaten (RIAA)    | Platin                                                                 | 1.000.000 |
| Vereinigtes Königreich (BPI) | Silber                                                                 | 200.000   |
| Insgesamt                    | 1× Silber · 1× Gold · 4× Platin ·                                      | 1.395.000 |

### Hurt You
| Land/Region                  | Auszeichnungen für Musikverkäufe (Land/Region, Auszeichnung, Verkäufe) | Verkäufe  |
| ---------------------------- | ---------------------------------------------------------------------- | --------- |
| Australien (ARIA)            | Platin                                                                 | 70.000    |
| Brasilien (PMB)              | Platin                                                                 | 40.000    |
| Frankreich (SNEP)            | Gold                                                                   | 100.000   |
| Kanada (MC)                  | Gold                                                                   | 40.000    |
| Vereinigte Staaten (RIAA)    | Platin                                                                 | 1.000.000 |
| Vereinigtes Königreich (BPI) | Silber                                                                 | 200.000   |
| Insgesamt                    | 1× Silber · 2× Gold · 3× Platin ·                                      | 1.450.000 |

### I Was Never There
| Land/Region                  | Auszeichnungen für Musikverkäufe (Land/Region, Auszeichnung, Verkäufe) | Verkäufe  |
| ---------------------------- | ---------------------------------------------------------------------- | --------- |
| Australien (ARIA)            | 2× Platin                                                              | 140.000   |
| Brasilien (PMB)              | Diamant                                                                | 160.000   |
| Dänemark (IFPI)              | Gold                                                                   | 45.000    |
| Frankreich (SNEP)            | Platin                                                                 | 200.000   |
| Griechenland (IFPI)          | 3× Platin                                                              | 60.000    |
| Italien (FIMI)               | Gold                                                                   | 50.000    |
| Kanada (MC)                  | Gold                                                                   | 40.000    |
| Polen (ZPAV)                 | Platin                                                                 | 50.000    |
| Portugal (AFP)               | Platin                                                                 | 10.000    |
| Spanien (Promusicae)         | Gold                                                                   | 30.000    |
| Vereinigte Staaten (RIAA)    | Platin                                                                 | 1.000.000 |
| Vereinigtes Königreich (BPI) | Gold                                                                   | 400.000   |
| Insgesamt                    | 5× Gold · 9× Platin · 1× Diamant ·                                     | 2.185.000 |

### Privilege
| Land/Region       | Auszeichnungen für Musikverkäufe (Land/Region, Auszeichnung, Verkäufe) | Verkäufe |
| ----------------- | ---------------------------------------------------------------------- | -------- |
| Australien (ARIA) | Gold                                                                   | 35.000   |
| Brasilien (PMB)   | Gold                                                                   | 20.000   |
| Kanada (MC)       | Gold                                                                   | 40.000   |
| Insgesamt         | 3× Gold ·                                                              | 95.000   |

### Price on My Head
| Land/Region | Auszeichnungen für Musikverkäufe (Land/Region, Auszeichnung, Verkäufe) | Verkäufe |
| ----------- | ---------------------------------------------------------------------- | -------- |
| Kanada (MC) | Platin                                                                 | 80.000   |
| Insgesamt   | 1× Platin ·                                                            | 80.000   |

### Off the Table
| Land/Region     | Auszeichnungen für Musikverkäufe (Land/Region, Auszeichnung, Verkäufe) | Verkäufe |
| --------------- | ---------------------------------------------------------------------- | -------- |
| Brasilien (PMB) | Platin                                                                 | 40.000   |
| Insgesamt       | 1× Platin ·                                                            | 40.000   |

### Alone Again
| Land/Region       | Auszeichnungen für Musikverkäufe (Land/Region, Auszeichnung, Verkäufe) | Verkäufe |
| ----------------- | ---------------------------------------------------------------------- | -------- |
| Australien (ARIA) | Gold                                                                   | 35.000   |
| Insgesamt         | 1× Gold ·                                                              | 35.000   |

### Scared to Live
| Land/Region       | Auszeichnungen für Musikverkäufe (Land/Region, Auszeichnung, Verkäufe) | Verkäufe |
| ----------------- | ---------------------------------------------------------------------- | -------- |
| Australien (ARIA) | Gold                                                                   | 35.000   |
| Brasilien (PMB)   | Gold                                                                   | 20.000   |
| Insgesamt         | 2× Gold ·                                                              | 55.000   |

### Hardest to Love
| Land/Region       | Auszeichnungen für Musikverkäufe (Land/Region, Auszeichnung, Verkäufe) | Verkäufe |
| ----------------- | ---------------------------------------------------------------------- | -------- |
| Australien (ARIA) | Gold                                                                   | 35.000   |
| Brasilien (PMB)   | Gold                                                                   | 20.000   |
| Insgesamt         | 2× Gold ·                                                              | 55.000   |

### Too Late
| Land/Region       | Auszeichnungen für Musikverkäufe (Land/Region, Auszeichnung, Verkäufe) | Verkäufe |
| ----------------- | ---------------------------------------------------------------------- | -------- |
| Australien (ARIA) | Gold                                                                   | 35.000   |
| Brasilien (PMB)   | Gold                                                                   | 20.000   |
| Insgesamt         | 2× Gold ·                                                              | 55.000   |

### Snowchild
| Land/Region       | Auszeichnungen für Musikverkäufe (Land/Region, Auszeichnung, Verkäufe) | Verkäufe |
| ----------------- | ---------------------------------------------------------------------- | -------- |
| Australien (ARIA) | Gold                                                                   | 35.000   |
| Brasilien (PMB)   | Gold                                                                   | 20.000   |
| Insgesamt         | 2× Gold ·                                                              | 55.000   |

### Escape from LA
| Land/Region       | Auszeichnungen für Musikverkäufe (Land/Region, Auszeichnung, Verkäufe) | Verkäufe |
| ----------------- | ---------------------------------------------------------------------- | -------- |
| Australien (ARIA) | Gold                                                                   | 35.000   |
| Brasilien (PMB)   | Gold                                                                   | 20.000   |
| Insgesamt         | 2× Gold ·                                                              | 55.000   |

### Faith
| Land/Region       | Auszeichnungen für Musikverkäufe (Land/Region, Auszeichnung, Verkäufe) | Verkäufe |
| ----------------- | ---------------------------------------------------------------------- | -------- |
| Australien (ARIA) | Gold                                                                   | 35.000   |
| Brasilien (PMB)   | Gold                                                                   | 20.000   |
| Insgesamt         | 2× Gold ·                                                              | 55.000   |

### Missed You
| Land/Region     | Auszeichnungen für Musikverkäufe (Land/Region, Auszeichnung, Verkäufe) | Verkäufe |
| --------------- | ---------------------------------------------------------------------- | -------- |
| Brasilien (PMB) | Platin                                                                 | 40.000   |
| Insgesamt       | 1× Platin ·                                                            | 40.000   |

### Nothing Compares
| Land/Region     | Auszeichnungen für Musikverkäufe (Land/Region, Auszeichnung, Verkäufe) | Verkäufe |
| --------------- | ---------------------------------------------------------------------- | -------- |
| Brasilien (PMB) | Platin                                                                 | 40.000   |
| Insgesamt       | 1× Platin ·                                                            | 40.000   |

### Final Lullaby
| Land/Region     | Auszeichnungen für Musikverkäufe (Land/Region, Auszeichnung, Verkäufe) | Verkäufe |
| --------------- | ---------------------------------------------------------------------- | -------- |
| Brasilien (PMB) | Gold                                                                   | 20.000   |
| Insgesamt       | 1× Gold ·                                                              | 20.000   |

### Sacrifice
| Land/Region                  | Auszeichnungen für Musikverkäufe (Land/Region, Auszeichnung, Verkäufe) | Verkäufe |
| ---------------------------- | ---------------------------------------------------------------------- | -------- |
| Australien (ARIA)            | Platin                                                                 | 70.000   |
| Belgien (BRMA)               | Gold                                                                   | 20.000   |
| Brasilien (PMB)              | 3× Platin                                                              | 120.000  |
| Dänemark (IFPI)              | Gold                                                                   | 45.000   |
| Frankreich (SNEP)            | Diamant                                                                | 333.333  |
| Italien (FIMI)               | Platin                                                                 | 100.000  |
| Polen (ZPAV)                 | Gold                                                                   | 25.000   |
| Schweden (IFPI)              | Gold                                                                   | 40.000   |
| Spanien (Promusicae)         | Gold                                                                   | 30.000   |
| Vereinigtes Königreich (BPI) | Silber                                                                 | 200.000  |
| Insgesamt                    | 1× Silber · 5× Gold · 5× Platin · 1× Diamant ·                         | 983.333  |

### Gasoline
| Land/Region     | Auszeichnungen für Musikverkäufe (Land/Region, Auszeichnung, Verkäufe) | Verkäufe |
| --------------- | ---------------------------------------------------------------------- | -------- |
| Brasilien (PMB) | Gold                                                                   | 20.000   |
| Insgesamt       | 1× Gold ·                                                              | 20.000   |

### Is There Someone Else?
| Land/Region                  | Auszeichnungen für Musikverkäufe (Land/Region, Auszeichnung, Verkäufe) | Verkäufe |
| ---------------------------- | ---------------------------------------------------------------------- | -------- |
| Australien (ARIA)            | Platin                                                                 | 70.000   |
| Brasilien (PMB)              | Diamant                                                                | 160.000  |
| Dänemark (IFPI)              | Gold                                                                   | 45.000   |
| Frankreich (SNEP)            | Gold                                                                   | 100.000  |
| Griechenland (IFPI)          | Gold                                                                   | 10.000   |
| Italien (FIMI)               | Gold                                                                   | 50.000   |
| Polen (ZPAV)                 | Gold                                                                   | 25.000   |
| Portugal (AFP)               | Gold                                                                   | 5.000    |
| Vereinigtes Königreich (BPI) | Silber                                                                 | 200.000  |
| Insgesamt                    | 1× Silber · 6× Gold · 1× Platin · 1× Diamant ·                         | 665.000  |

### Less Than Zero
| Land/Region                  | Auszeichnungen für Musikverkäufe (Land/Region, Auszeichnung, Verkäufe) | Verkäufe |
| ---------------------------- | ---------------------------------------------------------------------- | -------- |
| Australien (ARIA)            | Gold                                                                   | 35.000   |
| Brasilien (PMB)              | Gold                                                                   | 20.000   |
| Frankreich (SNEP)            | Gold                                                                   | 100.000  |
| Neuseeland (RMNZ)            | Gold                                                                   | 15.000   |
| Vereinigtes Königreich (BPI) | Silber                                                                 | 200.000  |
| Insgesamt                    | 1× Silber · 4× Gold ·                                                  | 370.000  |

### Fill the Void
| Land/Region     | Auszeichnungen für Musikverkäufe (Land/Region, Auszeichnung, Verkäufe) | Verkäufe |
| --------------- | ---------------------------------------------------------------------- | -------- |
| Brasilien (PMB) | Gold                                                                   | 20.000   |
| Polen (ZPAV)    | Gold                                                                   | 25.000   |
| Insgesamt       | 2× Gold ·                                                              | 45.000   |

### Circus Maximus
| Land/Region     | Auszeichnungen für Musikverkäufe (Land/Region, Auszeichnung, Verkäufe) | Verkäufe |
| --------------- | ---------------------------------------------------------------------- | -------- |
| Brasilien (PMB) | Gold                                                                   | 20.000   |
| Kanada (MC)     | Gold                                                                   | 40.000   |
| Insgesamt       | 2× Gold ·                                                              | 60.000   |

### Young Metro
| Land/Region | Auszeichnungen für Musikverkäufe (Land/Region, Auszeichnung, Verkäufe) | Verkäufe |
| ----------- | ---------------------------------------------------------------------- | -------- |
| Kanada (MC) | Gold                                                                   | 40.000   |
| Insgesamt   | 1× Gold ·                                                              | 40.000   |

### We Still Don’t Trust You
| Land/Region | Auszeichnungen für Musikverkäufe (Land/Region, Auszeichnung, Verkäufe) | Verkäufe |
| ----------- | ---------------------------------------------------------------------- | -------- |
| Kanada (MC) | Gold                                                                   | 40.000   |
| Insgesamt   | 1× Gold ·                                                              | 40.000   |

### Cry for Me
| Land/Region         | Auszeichnungen für Musikverkäufe (Land/Region, Auszeichnung, Verkäufe) | Verkäufe |
| ------------------- | ---------------------------------------------------------------------- | -------- |
| Brasilien (PMB)     | Gold                                                                   | 20.000   |
| Frankreich (SNEP)   | Gold                                                                   | 100.000  |
| Griechenland (IFPI) | Gold                                                                   | 10.000   |
| Insgesamt           | 3× Gold ·                                                              | 130.000  |

### The Abyss
| Land/Region         | Auszeichnungen für Musikverkäufe (Land/Region, Auszeichnung, Verkäufe) | Verkäufe |
| ------------------- | ---------------------------------------------------------------------- | -------- |
| Griechenland (IFPI) | Gold                                                                   | 10.000   |
| Insgesamt           | 1× Gold ·                                                              | 10.000   |

## Auszeichnungen nach Musikstreamings

### Blinding Lights
| Land/Region  | Auszeichnungen für Musikverkäufe (Land/Region, Auszeichnung, Verkäufe) | Verkäufe   |
| ------------ | ---------------------------------------------------------------------- | ---------- |
| Japan (RIAJ) | Gold                                                                   | 50.000.000 |
| Insgesamt    | 1× Gold ·                                                              | 50.000.000 |

## Statistik und Quellen
| Land/RegionAuszeichnungen für Musikverkäufe (Land/Region, Auszeichnungen, Verkäufe, Quellen) | Silber       | Gold         | Platin           | Diamant       | Verkäufe    | Quellen              |
| -------------------------------------------------------------------------------------------- | ------------ | ------------ | ---------------- | ------------- | ----------- | -------------------- |
| Australien (ARIA)                                                                            | —            | 30× Gold30   | 170× Platin170   | —             | 12.970.000  | aria.com.au          |
| Belgien (BRMA)                                                                               | —            | 8× Gold8     | 15× Platin15     | —             | 640.000     | ultratop.be          |
| Brasilien (PMB)                                                                              | —            | 24× Gold24   | 44× Platin44     | 55× Diamant55 | 12.800.000  | pro-musicabr.org.br  |
| Chile (IFPI)                                                                                 | —            | Gold1        | 2× Platin2       | —             | 300.000     | profovi.cl           |
| Dänemark (IFPI)                                                                              | —            | 19× Gold19   | 68× Platin68     | —             | 5.360.000   | ifpi.dk              |
| Deutschland (BVMI)                                                                           | —            | 16× Gold16   | 12× Platin12     | —             | 8.100.000   | musikindustrie.de    |
| Finnland (IFPI)                                                                              | —            | 3× Gold3     | 20× Platin20     | —             | 740.000     | Einzelnachweise      |
| Frankreich (SNEP)                                                                            | —            | 15× Gold15   | 20× Platin20     | 12× Diamant12 | 8.261.862   | snepmusique.com      |
| Griechenland (IFPI)                                                                          | —            | 8× Gold8     | 38× Platin38     | 4× Diamant4   | 1.250.000   | Einzelnachweise      |
| Island (IFPI)                                                                                | —            | 2× Gold2     | —                | —             | 5.000       | Einzelnachweise      |
| Italien (FIMI)                                                                               | —            | 20× Gold20   | 48× Platin48     | —             | 4.815.000   | fimi.it              |
| Japan (RIAJ)                                                                                 | —            | Gold1        | —                | —             | —           | riaj.or.jp           |
| Kanada (MC)                                                                                  | —            | 25× Gold25   | 118× Platin118   | 6× Diamant6   | 15.220.000  | musiccanada.com      |
| Kolumbien (ASINCOL)                                                                          | —            | —            | 2× Platin2       | —             | 20.000      | Einzelnachweise      |
| Malaysia (RIM)                                                                               | —            | —            | Platin1          | —             | 200.000     | Einzelnachweise      |
| Mexiko (AMPROFON)                                                                            | —            | 9× Gold9     | 12× Platin12     | Diamant1      | 1.500.000   | amprofon.com.mx      |
| Neuseeland (RMNZ)                                                                            | —            | 5× Gold5     | 99× Platin99     | —             | 2.745.000   | radioscope.co.nz NZ2 |
| Niederlande (NVPI)                                                                           | —            | —            | Platin1          | Diamant1      | 170.000     | nvpi.nl              |
| Norwegen (IFPI)                                                                              | —            | 9× Gold9     | 29× Platin29     | —             | 1.540.000   | ifpi.no              |
| Österreich (IFPI)                                                                            | —            | 4× Gold4     | 7× Platin7       | —             | 240.000     | ifpi.at              |
| Polen (ZPAV)                                                                                 | —            | 10× Gold10   | 44× Platin44     | 6× Diamant6   | 3.512.500   | olis.pl              |
| Portugal (AFP)                                                                               | —            | 15× Gold15   | 50× Platin50     | 2× Diamant2   | 782.500     | Einzelnachweise      |
| Schweden (IFPI)                                                                              | —            | 4× Gold4     | 53× Platin53     | —             | 3.280.000   | sverigetopplistan.se |
| Schweiz (IFPI)                                                                               | —            | 3× Gold3     | 3× Platin3       | —             | 100.000     | hitparade.ch         |
| Singapur (RIAS)                                                                              | —            | Gold1        | 2× Platin2       | —             | 25.000      | rias.org.sg          |
| Spanien (Promusicae)                                                                         | —            | 21× Gold21   | 35× Platin35     | —             | 2.590.000   | elportaldemusica.es  |
| Südafrika (RISA)                                                                             | —            | Gold1        | —                | —             | 20.000      | Einzelnachweise      |
| Thailand (TECA)                                                                              | —            | Gold1        | Platin1          | —             | 15.000      | Einzelnachweise      |
| Vereinigte Staaten (RIAA)                                                                    | —            | 4× Gold4     | 126× Platin126   | 9× Diamant9   | 196.820.000 | riaa.com             |
| Vereinigtes Königreich (BPI)                                                                 | 28× Silber28 | 14× Gold14   | 61× Platin61     | —             | 43.957.000  | bpi.co.uk            |
| Zentralamerika (CFC)                                                                         | —            | 2× Gold2     | 6× Platin6       | —             | 490.000     | cfc-musica.com       |
| Insgesamt                                                                                    | 28× Silber28 | 275× Gold275 | 1087× Platin1087 | 96× Diamant96 |             |                      |